# Simón Bolívar
Simón José Antonio de la Santísima Trinidad Bolívar y Palacios, més conegut com a Simón Bolívar, (Caracas, 24 de juliol de 1783 - Santa Marta, Colòmbia, 17 de desembre de 1830) va ser un líder revolucionari que va lluitar per la independència de Veneçuela, Colòmbia, el Perú i l'Equador. Bolívia porta el seu nom, i és considerat un heroi de l'Amèrica Llatina.
Militar i polític veneçolà, va ser una de les figures més destacades, amb l'argentí José de San Martín, del moviment d'emancipació americana de l'Imperi Espanyol. Va contribuir decisivament a la independència de les actuals Bolívia, Colòmbia, Equador, Panamà, el Perú i Veneçuela. Li van donar el títol honorífic de "Libertador por el Cabildo de Mèrida" a Veneçuela que, després de ser-li ratificat a Caracas, va quedar associat al seu nom. Els problemes per fer realitat els seus plans van ser tan freqüents que va arribar a dir d'ell mateix que era "l'home de les dificultats" en una carta enviada al general Francisco de Paula Santander, el 1825.
Va participar en la fundació de la Gran Colòmbia, estat que va intentar consolidar com una gran confederació política i militar a Amèrica, de la qual va ser president. Bolívar és considerat per les seves accions i idees una destacada figura de la història universal, perquè va deixar un llegat polític a molts països llatinoamericans, alguns dels quals l'han convertit en objecte de veneració nacionalista, com queda palès pels nombrosos reconeixements que li han fet: porten el seu nom Bolívia, la República Bolivariana de Veneçuela el departament de Bolívar a Colòmbia, la província de Bolívar a l'Equador, i moltes altres localitats, institucions, parcs, muntanyes, entre d'altres, arreu del món. La moneda veneçolana es diu bolívar.

## Antecedents familiars i infància
Simón Bolívar era fill de Juan Vicente Bolívar y Ponte i María de la Concepción Palacios y Blanco, membres destacats de l'aristocràcia de Caracas. Quan es van casar el 1773 hi havia una gran diferència d'edat entre ells. En Juan Vicente tenia 47 anys en aquell moment i la Concepción, 15 anys. Van tenir quatre fills més, tres d'ells més grans que Simón –Juan Vicente, Maria Antonia i Juana– i una germana més petita de nom María del Carmen.

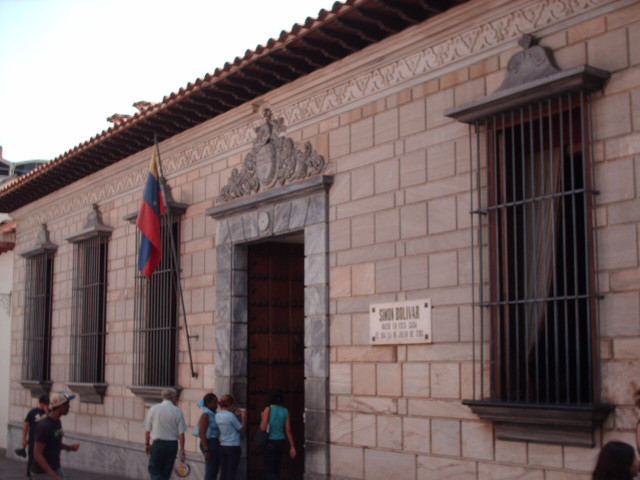
Casa natal a Caracas

La família Bolívar provenia de Bolibar, a Biscaia (País Basc), i ja des del començament de l'expansió colonial espanyola els seus membres van fer accions destacades a Amèrica, i més concretament a Veneçuela.
Les referències que va deixar Bolívar a la seva correspondència fan suposar que la seva infància va ser feliç, segura, envoltada de sòlids afectes i records agradables, amb parents destacats i influents, dins d'un ambient aristocràtic i en general, dins d'un ambient que li va brindar equilibri emocional i afectiu. En aquest sentit hi ha algunes anècdotes que es van fer populars a Veneçuela que presentaven a Bolívar com un nen turbulent pel fet que els escriptors romàntics van considerar indispensable atribuir-li una infantesa indòmita creient, segons la moda de l'època, que no podia sortir cap home excepcional d'un nen normal. Però s'ha demostrat que aquestes anècdotes van ser inventades i introduïdes als relats de l'escriptor i polític Arístides Rojas, considerat un excel·lent narrador però que va fer servir sovint la seva imaginació a manca de documents que demostressin la veracitat dels seus relats.
Simón, de l'estirp basca dels Bolibar Jauregui, però de raça tirant a mulata, va néixer la nit del 24 al 25 de juliol de 1783, en una casa pairal situada a la Plaça Sant Jacinto de Caracas i el seu nom complet era Simón José Antonio de la Santisima Trinidad Bolívar de la Concepción y Ponte Palacios y Blanco, amb el qual va ser batejat el 30 juliol 1783 a la Catedral de Caracas pel doctor Juan Félix Jerez Aristeguieta. El seu cosí germà, d'acord amb Juan Vicente, el pare, li va posar el nom de Simón.

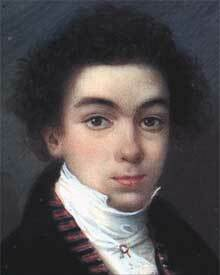
Retrat de Simón Bolívar a l'edat de 17 anys

El gener de 1786, quan Simón tenia dos anys, el seu pare va morir de tuberculosi, i així Concepción va quedar com a cap de família, vetllant eficientment pels interessos de la família fins a la seva mort. Les responsabilitats van fer que la seva salut, també malalta de tuberculosi, decaigués ràpidament i, segons l'opinió de metges historiadors, és possible que ja llavors Bolívar patís la malaltia, un tipus de tuberculosi que passa desapercebuda quan les defenses corporals són favorables. Concepción va morir el 6 de juliol de 1792, quan Simón tenia nou anys. Va disposar al testament qui s'hauria de fer càrrec dels seus fills.

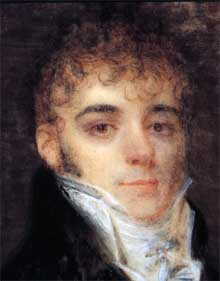
Simón Bolívar l'any 1804

Els germans Bolívar van passar llavors a la custòdia del seu avi, el senyor Feliciano Palacios, que quan va assumir el paper de tutor se sentia tan malalt que va començar a preparar també el seu testament per designar un substitut com a tutor dels seus nets i va decidir demanar opinió a aquests per respectar la seva voluntat. Simón va ser confiat al seu oncle senyor Esteban Palacios y Blanco, però com que aquest es trobava a Espanya, va quedar sota la custòdia de Carlos Palacios y Blanco, un altre dels seus oncles, que es veu que era un home amb el qual no hi havia una bona relació, perquè era tosc, de caràcter dur, mentalitat estreta, que sovint se n'anava de Caracas per atendre les seves propietats i que, per tant, solia deixar al seu nebot atès pels servents. En aquella època, Simón anava a l'Escola Pública de Caracas.
Bolívar no va ser gaire brillant com alumne de l'Escola Pública, institució administrada pel cabildo de Caracas, que funcionava deficientment a causa de la manca de recursos i organització.
Per aquell temps, Simón Rodríguez era mestre de Bolívar en aquesta escola. Carlos Palacios pensava enviar Simón Bolívar a viure amb el seu mestre perquè no podia atendre personalment la seva educació i sovint rebia les protestes de Maria Antònia, la seva neboda, sobre l'educació i atencions que rebia el seu germà petit. Davant la perspectiva d'anar viure amb el seu mestre, Simón es va escapar de casa el 23 de juliol de 1795, per refugiar-se amb la seva germana Maria Antònia, que va tenir la seva custòdia temporalment, fins que es va resoldre el litigi judicial a la Reial Audiència de Caracas. Es va decidir que havia de tornar amb el seu oncle Carlos, el responsable de la seva custòdia. Simón va tractar de resistir-se però va ser tret per la força de casa de la seva germana i dut per un esclau fins a casa del seu mestre. Un cop allà, les condicions en què vivia amb el mestre Rodríguez no eren les ideals, perquè havia de compartir l'espai amb 20 persones, en una casa massa petita per a tanta gent, i per això Simón va fugir un parell de vegades, però va acabar tornant-hi per ordre dels tribunals.
Poc temps després, Simón Rodríguez va renunciar al seu càrrec de mestre per anar a Europa i la Reial Audiència de Caracas va determinar que Simón fos traslladat a l'Acadèmia de Matemàtiques, dirigida pel pare Andújar i que estava molt lligada a la casa del seu oncle, Carlos Palacios. Sembla que en aquesta acadèmia la formació de Bolívar va millorar notablement en qualitat i quantitat i va ser complementada amb lliçons d'història i cosmografia impartides pel Andrés Bello fins al seu ingrés al Batallón de Milicias de blancos de los Valles de Aragua el 14 de gener de 1797.

### Avantpassats
|  |                                                                                          |  |  |  |  |  |  |  |  |  |  |  |  |  |  |  |
|  | 16. Antonio Bolívar y Díaz de Rojas                                                      |  |  |  |  |  |  |  |  |  |  |  |  |  |  |  |
|  |                                                                                          |  |  |  |  |  |  |  |  |  |  |  |  |  |  |  |
|  |                                                                                          |  |  |  |  |  |  |  |  |  |  |  |  |  |  |  |
|  | 8. Capitán Luis Bolívar Rebolledo                                                        |  |  |  |  |  |  |  |  |  |  |  |  |  |  |  |
|  |                                                                                          |  |  |  |  |  |  |  |  |  |  |  |  |  |  |  |
|  |                                                                                          |  |  |  |  |  |  |  |  |  |  |  |  |  |  |  |
|  | 17. Leonor Rebolledo Argumedo                                                            |  |  |  |  |  |  |  |  |  |  |  |  |  |  |  |
|  |                                                                                          |  |  |  |  |  |  |  |  |  |  |  |  |  |  |  |
|  |                                                                                          |  |  |  |  |  |  |  |  |  |  |  |  |  |  |  |
|  | 4. Juan de Bolívar y Martínez de Villegas                                                |  |  |  |  |  |  |  |  |  |  |  |  |  |  |  |
|  |                                                                                          |  |  |  |  |  |  |  |  |  |  |  |  |  |  |  |
|  |                                                                                          |  |  |  |  |  |  |  |  |  |  |  |  |  |  |  |
|  | 18. Lorenzo Martínez de Villegas                                                         |  |  |  |  |  |  |  |  |  |  |  |  |  |  |  |
|  |                                                                                          |  |  |  |  |  |  |  |  |  |  |  |  |  |  |  |
|  |                                                                                          |  |  |  |  |  |  |  |  |  |  |  |  |  |  |  |
|  | 9. Ana María Martínez de Villegas y Ladrón de Guevara                                    |  |  |  |  |  |  |  |  |  |  |  |  |  |  |  |
|  |                                                                                          |  |  |  |  |  |  |  |  |  |  |  |  |  |  |  |
|  |                                                                                          |  |  |  |  |  |  |  |  |  |  |  |  |  |  |  |
|  | 19. Magdalena Ladrón de Guevara y Rojas                                                  |  |  |  |  |  |  |  |  |  |  |  |  |  |  |  |
|  |                                                                                          |  |  |  |  |  |  |  |  |  |  |  |  |  |  |  |
|  |                                                                                          |  |  |  |  |  |  |  |  |  |  |  |  |  |  |  |
|  | 2. Juan Vicente Bolívar y Ponte-Andrade                                                  |  |  |  |  |  |  |  |  |  |  |  |  |  |  |  |
|  |                                                                                          |  |  |  |  |  |  |  |  |  |  |  |  |  |  |  |
|  |                                                                                          |  |  |  |  |  |  |  |  |  |  |  |  |  |  |  |
|  | 20. Jacinto Ponte-Andrade                                                                |  |  |  |  |  |  |  |  |  |  |  |  |  |  |  |
|  |                                                                                          |  |  |  |  |  |  |  |  |  |  |  |  |  |  |  |
|  |                                                                                          |  |  |  |  |  |  |  |  |  |  |  |  |  |  |  |
|  | 10. Pedro Ponte-Andrade y Jaspe de Montenegro                                            |  |  |  |  |  |  |  |  |  |  |  |  |  |  |  |
|  |                                                                                          |  |  |  |  |  |  |  |  |  |  |  |  |  |  |  |
|  |                                                                                          |  |  |  |  |  |  |  |  |  |  |  |  |  |  |  |
|  | 21. María Jaspe de Montenegro                                                            |  |  |  |  |  |  |  |  |  |  |  |  |  |  |  |
|  |                                                                                          |  |  |  |  |  |  |  |  |  |  |  |  |  |  |  |
|  |                                                                                          |  |  |  |  |  |  |  |  |  |  |  |  |  |  |  |
|  | 5. María Petronila Ponte-Andrade y Marín de Narváez                                      |  |  |  |  |  |  |  |  |  |  |  |  |  |  |  |
|  |                                                                                          |  |  |  |  |  |  |  |  |  |  |  |  |  |  |  |
|  |                                                                                          |  |  |  |  |  |  |  |  |  |  |  |  |  |  |  |
|  | 22. Francisco Marín de Narváez y Vílchez                                                 |  |  |  |  |  |  |  |  |  |  |  |  |  |  |  |
|  |                                                                                          |  |  |  |  |  |  |  |  |  |  |  |  |  |  |  |
|  |                                                                                          |  |  |  |  |  |  |  |  |  |  |  |  |  |  |  |
|  | 11. María Josefa Marín de Narváez                                                        |  |  |  |  |  |  |  |  |  |  |  |  |  |  |  |
|  |                                                                                          |  |  |  |  |  |  |  |  |  |  |  |  |  |  |  |
|  |                                                                                          |  |  |  |  |  |  |  |  |  |  |  |  |  |  |  |
|  | 23. Josefa María de Narvaéz                                                              |  |  |  |  |  |  |  |  |  |  |  |  |  |  |  |
|  |                                                                                          |  |  |  |  |  |  |  |  |  |  |  |  |  |  |  |
|  |                                                                                          |  |  |  |  |  |  |  |  |  |  |  |  |  |  |  |
|  | 1. Simón José Antonio de la Santísima Trinidad Bolívar y Palacios Ponte-Andrade y Blanco |  |  |  |  |  |  |  |  |  |  |  |  |  |  |  |
|  |                                                                                          |  |  |  |  |  |  |  |  |  |  |  |  |  |  |  |
|  |                                                                                          |  |  |  |  |  |  |  |  |  |  |  |  |  |  |  |
|  | 24. José Palacios de Aguirre y Ariztía-Sojo y Ortiz de Zárate                            |  |  |  |  |  |  |  |  |  |  |  |  |  |  |  |
|  |                                                                                          |  |  |  |  |  |  |  |  |  |  |  |  |  |  |  |
|  |                                                                                          |  |  |  |  |  |  |  |  |  |  |  |  |  |  |  |
|  | 12. Feliciano Palacios de Aguirre y Ariztía-Sojo y Gedler                                |  |  |  |  |  |  |  |  |  |  |  |  |  |  |  |
|  |                                                                                          |  |  |  |  |  |  |  |  |  |  |  |  |  |  |  |
|  |                                                                                          |  |  |  |  |  |  |  |  |  |  |  |  |  |  |  |
|  | 25. Isabel María Gedler Rivilla                                                          |  |  |  |  |  |  |  |  |  |  |  |  |  |  |  |
|  |                                                                                          |  |  |  |  |  |  |  |  |  |  |  |  |  |  |  |
|  |                                                                                          |  |  |  |  |  |  |  |  |  |  |  |  |  |  |  |
|  | 6. Feliciano Palacios de Aguirre y Ariztía-Sojo y Gil de Arratia                         |  |  |  |  |  |  |  |  |  |  |  |  |  |  |  |
|  |                                                                                          |  |  |  |  |  |  |  |  |  |  |  |  |  |  |  |
|  |                                                                                          |  |  |  |  |  |  |  |  |  |  |  |  |  |  |  |
|  | 26. Francisco Gil de Arratia                                                             |  |  |  |  |  |  |  |  |  |  |  |  |  |  |  |
|  |                                                                                          |  |  |  |  |  |  |  |  |  |  |  |  |  |  |  |
|  |                                                                                          |  |  |  |  |  |  |  |  |  |  |  |  |  |  |  |
|  | 13. Isabel María Gil de Arratia y Aguirre-Villela                                        |  |  |  |  |  |  |  |  |  |  |  |  |  |  |  |
|  |                                                                                          |  |  |  |  |  |  |  |  |  |  |  |  |  |  |  |
|  |                                                                                          |  |  |  |  |  |  |  |  |  |  |  |  |  |  |  |
|  | 27. María Rosa Aguirre-Villela y Laya-Mojica                                             |  |  |  |  |  |  |  |  |  |  |  |  |  |  |  |
|  |                                                                                          |  |  |  |  |  |  |  |  |  |  |  |  |  |  |  |
|  |                                                                                          |  |  |  |  |  |  |  |  |  |  |  |  |  |  |  |
|  | 3. María de la Concepción Palacios y Blanco Marquesa de San Luis                         |  |  |  |  |  |  |  |  |  |  |  |  |  |  |  |
|  |                                                                                          |  |  |  |  |  |  |  |  |  |  |  |  |  |  |  |
|  |                                                                                          |  |  |  |  |  |  |  |  |  |  |  |  |  |  |  |
|  | 28. Mateo Blanco Infante                                                                 |  |  |  |  |  |  |  |  |  |  |  |  |  |  |  |
|  |                                                                                          |  |  |  |  |  |  |  |  |  |  |  |  |  |  |  |
|  |                                                                                          |  |  |  |  |  |  |  |  |  |  |  |  |  |  |  |
|  | 14. Mateo José Blanco y Fernández de Araújo                                              |  |  |  |  |  |  |  |  |  |  |  |  |  |  |  |
|  |                                                                                          |  |  |  |  |  |  |  |  |  |  |  |  |  |  |  |
|  |                                                                                          |  |  |  |  |  |  |  |  |  |  |  |  |  |  |  |
|  | 29. Josefa Fernández de Araújo y Rivilla                                                 |  |  |  |  |  |  |  |  |  |  |  |  |  |  |  |
|  |                                                                                          |  |  |  |  |  |  |  |  |  |  |  |  |  |  |  |
|  |                                                                                          |  |  |  |  |  |  |  |  |  |  |  |  |  |  |  |
|  | 7. Francisca Blanco Herrera                                                              |  |  |  |  |  |  |  |  |  |  |  |  |  |  |  |
|  |                                                                                          |  |  |  |  |  |  |  |  |  |  |  |  |  |  |  |
|  |                                                                                          |  |  |  |  |  |  |  |  |  |  |  |  |  |  |  |
|  | 30. Juan Ascencio de Herrera y Ascanio                                                   |  |  |  |  |  |  |  |  |  |  |  |  |  |  |  |
|  |                                                                                          |  |  |  |  |  |  |  |  |  |  |  |  |  |  |  |
|  |                                                                                          |  |  |  |  |  |  |  |  |  |  |  |  |  |  |  |
|  | 15. Isabel Clara de Herrera y Liendo                                                     |  |  |  |  |  |  |  |  |  |  |  |  |  |  |  |
|  |                                                                                          |  |  |  |  |  |  |  |  |  |  |  |  |  |  |  |
|  |                                                                                          |  |  |  |  |  |  |  |  |  |  |  |  |  |  |  |
|  | 31. Paula Rosa de Liendo y Ochoa                                                         |  |  |  |  |  |  |  |  |  |  |  |  |  |  |  |
|  |                                                                                          |  |  |  |  |  |  |  |  |  |  |  |  |  |  |  |
|  |                                                                                          |  |  |  |  |  |  |  |  |  |  |  |  |  |  |  |

## Bolívar i el moviment independentista

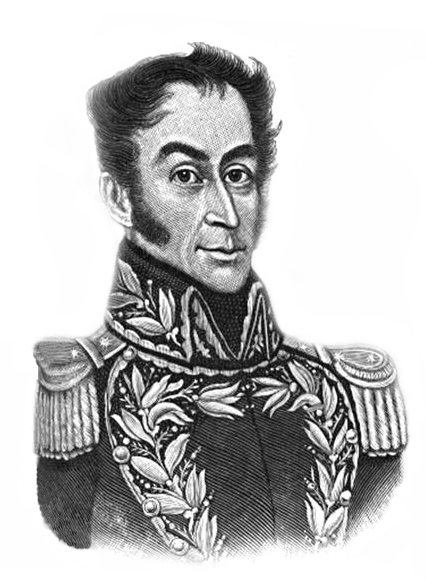
Retrat de Bolívar amb uniforme de general

A mitjans de l'any 1807, Bolívar va tornar a Caracas. Va trobar la ciutat immersa en un ambient de gran agitació social i política, governada per personatges interins sota la supervisió d'un regent real visitador, Joaquín de Mosquera i Figueroa, que era vist amb mals ulls pel col·lectiu de la ciutat. Era un ambient poc propici per afrontar situacions de crisi i va ser una circumstància que va ajudar a precipitar els esdeveniments independentistes.
Bolívar havia tornat a la ciutat absolutament convençut de la imperiosa necessitat de la independència i va intentar convèncer els seus parents i amics que aquesta era la millor opció però, amb l'excepció del seu germà Juan Vicente, no va aconseguir-ho fàcilment perquè les notícies d'Europa arribaven molt tard i amb pocs detalls, de manera que el públic s'assabentava dels esdeveniments només d'una forma general i inexacta i això limitava la seva capacitat per avaluar la situació. Però les coses van canviar sobtadament en pocs dies, després d'una sèrie d'esdeveniments que van causar una commoció general a Caracas. A principis de juliol de 1808, el governador encarregat de Caracas, Juan de Cases, va rebre dos exemplars del diari londinenc The Times que el governador de Trinitat va remetre abans al de Cumaná i que relataven la notícia de l'abdicació del tron d'Espanya en favor de Napoleó.
La reacció popular va ser de malestar i indignació. Llavors va sorgir un procés polític estrany entre el governador, L'Audiència i el Cabildo que va acabar de soscavar l'ordre colonial vigent i va fer que la reacció de la societat de Caracas s'orientés en dues direccions: una representada per Bolívar, que volia proclamar la Independència, i una altra representada per altres criolls que volien mantenir la fidelitat a Ferran VII.
En el panorama d'incertesa regnant, el 19 d'abril de 1810, els membres del Cabildo de Caracas van decidir constituir una Junta Conservadora dels Drets de Ferran VII en un acte que acabà amb la signatura de l'Acta d'Independència i constitució de la Primera República el 5 de juliol de 1811. Amb la revolta del 19 d'abril de 1810 es va obligar al llavors capità general de Veneçuela, Vicente Empara, a cedir els seus poders a aquesta Junta i que va portar com a resultat l'expulsió dels funcionaris espanyols dels seus llocs per embarcar rumb a Espanya. Poc després, en assabentar-se dels fets, la Regència va disposar el bloqueig de les costes de Veneçuela però ja era tard, des de llavors el procés independentista seria imparable, i l'exemple de Caracas va ser seguit per la resta de les juntes americanes.

### Missió a Londres

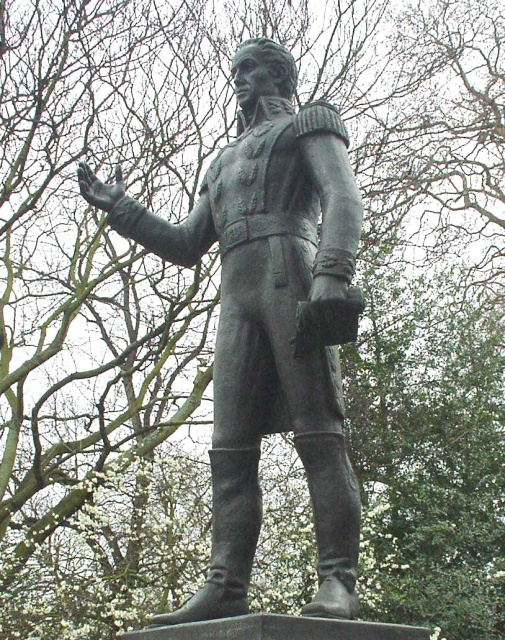
Estàtua de Simón Bolívar a Belgrave Square, a Londres.

El nou sistema de govern va començar a crear noves perspectives en tots els sentits. Les notícies del que havla passat a Caracas van arribar fins a l'almirall Alexander Cochrane, comandant de les Forces Navals Britàniques del Carib, que va despatxar les notícies a Londres i va oferir a la Junta de Caracas la corbeta Wellington per portar una delegació a Anglaterra.
Així, Bolívar (amb el grau de Coronel), Andrés Bello i Luis López Méndez va ser enviats en missió diplomàtica a Anglaterra amb instruccions de demanar suport britànic a la Junta en nom del rei Ferran VII d'Espanya, aprofitant la circumstància que Espanya i Gran Bretanya havien deixat de banda les seves històriques diferències davant el perill comú que representava Napoleó. La missió diplomàtica va arribar a Londres en un moment polític delicat, ja que llavors la Gran Bretanya estava donant una costosa ajuda militar a Espanya i la negativa veneçolana d'acceptar l'autoritat del Consell de Regència espanyol resultava inconvenient en aquests moments.
Van ser rebuts per Lord Wellesley, a la seva casa. La postura britànica va deixar molt clar des del principi a la delegació que en aquells moments el suport polític a Veneçuela era impossible i, en un intent de pressionar Espanya perquè els deixés comerciar lliurement amb les seves colònies, els anglesos van mirar de desviar les negociacions cap a acords comercials, cosa que s'ajustava més als seus interessos.
Tot i que la delegació no va complir tots els objectius, es van aconseguir alguns compromisos importants gràcies a la presència de Francisco de Miranda a Londres. Bolívar va començar a relacionar-s'hi, i va implicar-lo discretament en les negociacions mitjançant els seus contactes personals. Així Bolívar va aconseguir la secreta connivència anglesa (disfressada com sempre de neutralitat), l'obertura del comerç i la possibilitat que Anglaterra exercís pressions sobre Espanya per afavorir els interessos veneçolans.

### La Primera República

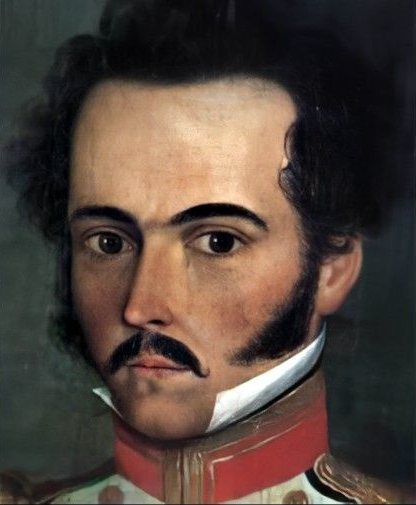
Retrat de Bolívar el 1812

Després de convenir amb els anglesos la permanència d'un representant a Londres, Bolívar va embarcar en la corbeta Shaphire i va arribar a La Guaira el 5 de desembre de 1810. Un cop a Veneçuela va començar a fer gestions per promoure el retorn de Francisco de Miranda el qual, arran d'aquestes gestions, va arribar a Veneçuela en el bergantí anglès Avon el 10 de desembre de 1810. Malgrat que va ser rebut fredament per la Junta Suprema, poc després el van nomenar tinent general. Miranda va començar aviat a tenir conflictes amb el cap militar del govern, el Marquès del Toro, per la seva incapacitat per controlar la revolta reialista de Coro. Mentrestant, les circumstàncies polítiques havien afavorit l'aparició d'organitzacions com la Societat Patriòtica, una mena d'associació independentista que funcionava com un fòrum de debat polític i divulgava les seves conclusions en una publicació pròpia titulada El Patriota de Venezuela. Bolívar en va ser un membre important i va estar molt implicat en les mobilitzacions posteriors que succeïren el 5 de juliol de 1811, per ratificar la Declaració d'Independència, i que va defensar postures oposades a la Constitució del 21 de desembre de 1811 en considerar que era una còpia literal de la que existia als Estats Units i que no s'adaptava a la realitat de Veneçuela.

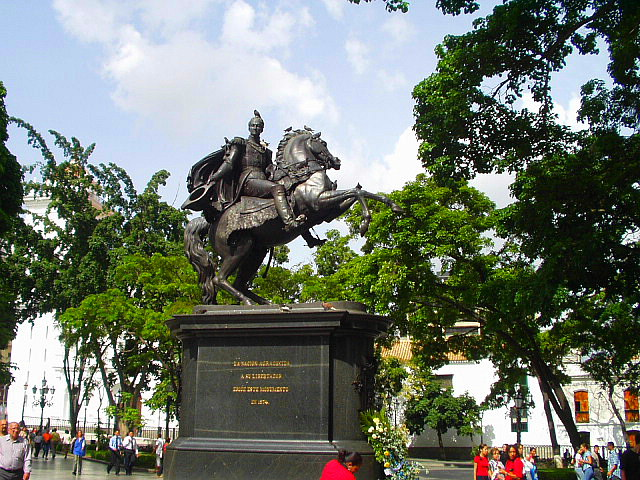
Estàtua eqüestre del Llibertador a Caracas (Veneçuela).

El 13 d'agost de 1811, les forces comandades per Miranda van aconseguir una victòria a Valencia, contra els rebels d'aquesta ciutat que pretenien recuperar privilegis de la seva antiga capitalitat i és en aquesta acció on Bolívar va començar pròpiament la seva carrera militar: va dirigir l'atac a una fortificació, que va ser la seva primera acció distingida. Miranda, doncs, el va proposar per al rang de Coronel i el va enviar a informar de la victòria al Govern de Caracas. Poc després, per iniciativa pròpia, Bolívar va començar a aixecar la moral de les poblacions de les Valls d'Aragua, per la qual cosa el general Miranda, aleshores comandant en cap de les forces militars republicanes, el va persuadir que acceptés el rang de tinent coronel de l'Estat Major i el va nomenar cap militar de Puerto Cabellom Aquest era la principal plaça forta de Veneçuela i un punt militar clau per les seves característiques de port, arsenal, presó militar i principal punt de control de la zona.
Allà, al Castell de San Felipe, estaven detinguts els presoners de guerra influents i alhora també es trobava emmagatzemada gran part de l'arsenal militar republicà. Això ra un imprudència des del punt de vista de la seguretat militar, i Miranda havia ordenat el trasllat dels presoners a un altre lloc, però mai es va realitzar. Aquest va ser un dels motius que, unit a la inexperiència militar de Bolívar, van propiciar la caiguda de Puerto Cabello. Els presoners van aconseguir prendre per sorpresa la guàrdia i la van dominar gràcies a la traïció d'un oficial que van subornar; es van apoderar del castell de San Felipe i van començar a bombardejar Puerto Cabello. Bolívar va intentar recuperar la guarnició durant sis dies de combat amb les forces que va poder controlar i que sembla que no superaven els quaranta efectius. Però la situació li era molt desfavorable; no es podia bombardejar el castell pel reduït abast de l'artilleria i la ciutat començava a ser atacada per les forces del capità Domingo Monteverde. Després de llançar un desesperat atac frontal sobre el castell que va fracassar, Bolívar va decidir abandonar la plaça per via marítima, aconseguint escapar amb dificultats. Aquest esdeveniment, unit al violent terratrèmol del 26 de març de 1812, va inclinar la balança a favor dels reialistes; encara que molts creienbque encara es podia seguir la lluita, Miranda va capitular el 26 de juliol de 1812. Per encàrrec del Congrés, en el tractat de La Victòria, es va instaurar novament el domini espanyol sobre Veneçuela.
El 30 de juliol de 1812, Miranda va arribar a La Guaira per embarcar-se en la nau anglesa Sapphire, en un ambient advers. La majoria ignorava que les negociacions amb Monteverde s'havien iniciat per ordres del Congrés i no pel desig de Miranda i molts oficials republicans se sentien traïts. Per això, quan Miranda s'allotjà a casa del coronel Manuel María Casas, comandant de la plaça, un grup nombrós de militars, entre els quals hi havia Miguel Peña i Simón Bolívar, el van convèncer de quedar-s'hi una nit. A les dues de la matinada, mentre Miranda dormia, Casas, Peña i Bolívar van entrar a la seva habitació amb quatre soldats armats, l'emmanillaren i el lliuraren al capità espanyol Monteverde. A canvi d'aquest acte de traïció, l'espanyol Francisco-Antoni de Yturbe va entregar a Bolívar el salconduit per exiliar-se a l'estranger, amb el suport de Monteverde.

### El manifest de Cartagena

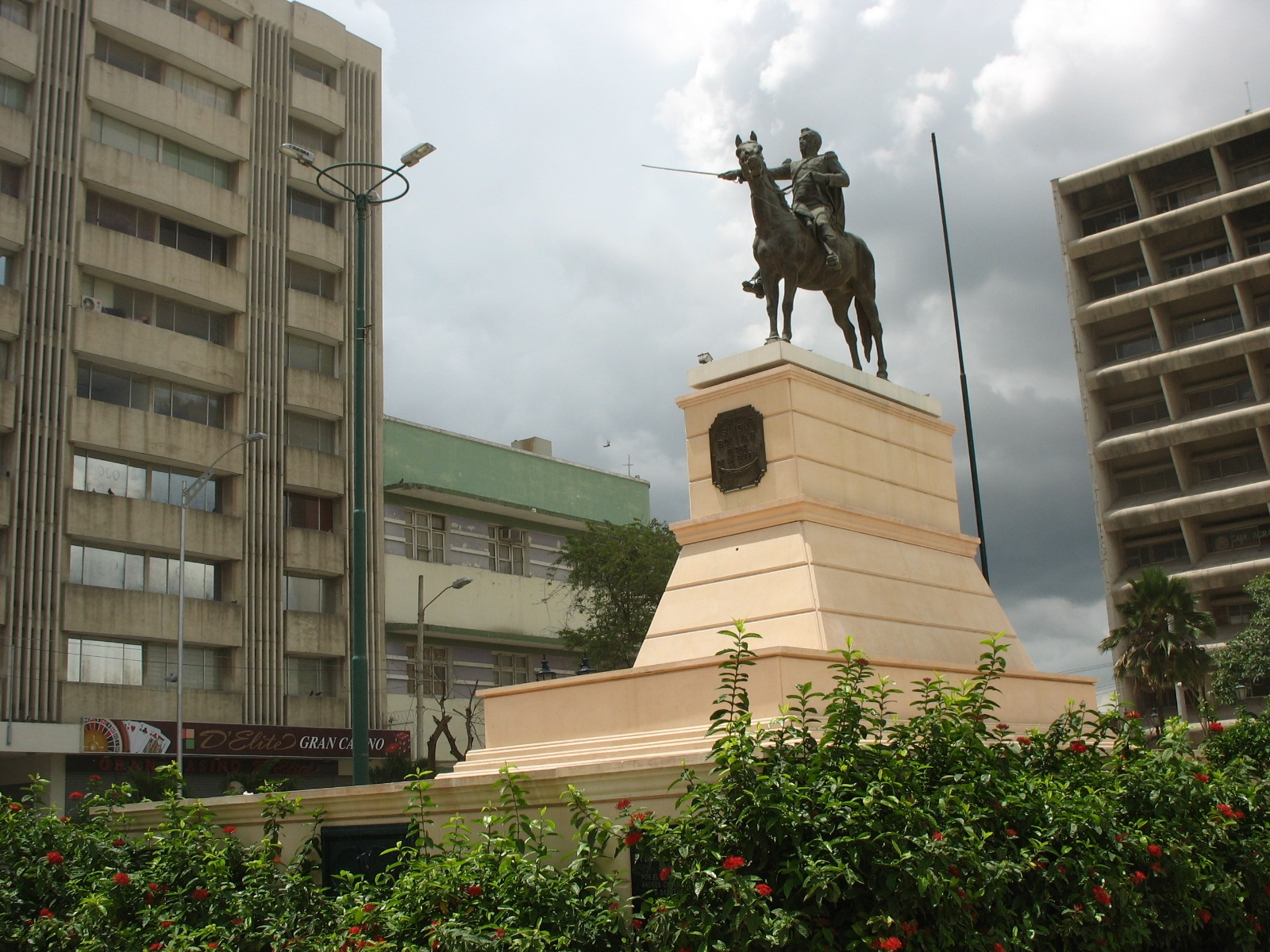
Passeig de Bolívar a Barranquilla

Bolívar –amb José Félix Ribas, Vicente Tejera i Manuel Díaz Casado–, va ser autoritzat per Monteverde a traslladar-se el 27 d'agost de 1812 a l'illa de Curaçao, ocupada pels anglesos, transportats per la goleta espanyola Jesús, María i José; allà hi va romandre durant poc temps. Després es va traslladar a Cartagena d'Índies (Nova Granada), on el procés independentista s'havia iniciat el 20 de juliol de 1810 i havia desembocat en la formació de diverses Juntes supremes que rivalitzaven entre elles.
En aquest panorama va redactar el manuscrit conegut com el Manifest de Cartagena, en el qual feia una anàlisi política i militar de les causes de la caiguda de la Primera República de Veneçuela i exhortava al responsables de Nova Granada a no cometre els mateixos errors que els veneçolans. També proposava fórmules que podrien ajudar a posar remei a les divisions i a promoure la unió dels diferents pobles d'Amèrica per aconseguir l'objectiu comú: la independència.
Així, poc després d'arribar, Bolívar va sol·licitar al govern de Cartagena de servir a l'exèrcit. Li van concedir el comandament d'una guarnició de 70 homes a la petita localitat de Barrancas, amb la qual començaria a forjar el seu futur prestigi militar. Al principi, Bolívar estava subordinat a l'aventurer francès Pierre Labatut però, en contra de les ordres d'aquest, va decidir prendre la iniciativa realitzant una campanya per derrotar les partides reialistes que es trobaven a les ribes del riu Magdalena, al mateix temps que millorava l'entrenament i el contingent de les seves tropes.
En aquesta campanya va alliberar diverses poblacions com Tenerife, El Guamal, El Banco, Tamalameque i Puerto Real de Ocaña, va aconseguir derrotar les guerrilles reialistes que operaven a la zona i, finalment, va ocupar Ocaña. Davant d'aquests èxits, el coronel Manuel del Castillo, Comandant General de Pamplona, va demanar la seva ajuda per aturar els reialistes que amenaçaven d'entrar des de Veneçuela. Per aquest motiu, Bolívar va demanar autorització al govern de Cartagena per intervenir en territori del govern de les Províncies Unides. Quan el va aconseguir, va arribar fins a la frontera amb Veneçuela i vencé a les forces espanyoles a la batalla de Cúcuta, el 28 de febrer de 1813. Aquesta victòria li va aportar un gran reconeixement; el Congrés i el Govern el nomenaren ciutadà de la Unió i li concediren el rang de brigadier a càrrec de la divisió de Cúcuta.
Des del febrer fins a l'abril de 1813 va haver de romandre a Cúcuta ocupat per problemes legals i per diferències amb Manuel del Castillo, que començava a veure amb suspicàcia els seus desitjos d'envair Veneçuela. En aquells moments, Bolívar disposava d'una força eficaç i estava envoltat de bons oficials de Nova Granada disposats a seguir-lo en una eventual reconquesta de Veneçuela.

## Guerra a mort

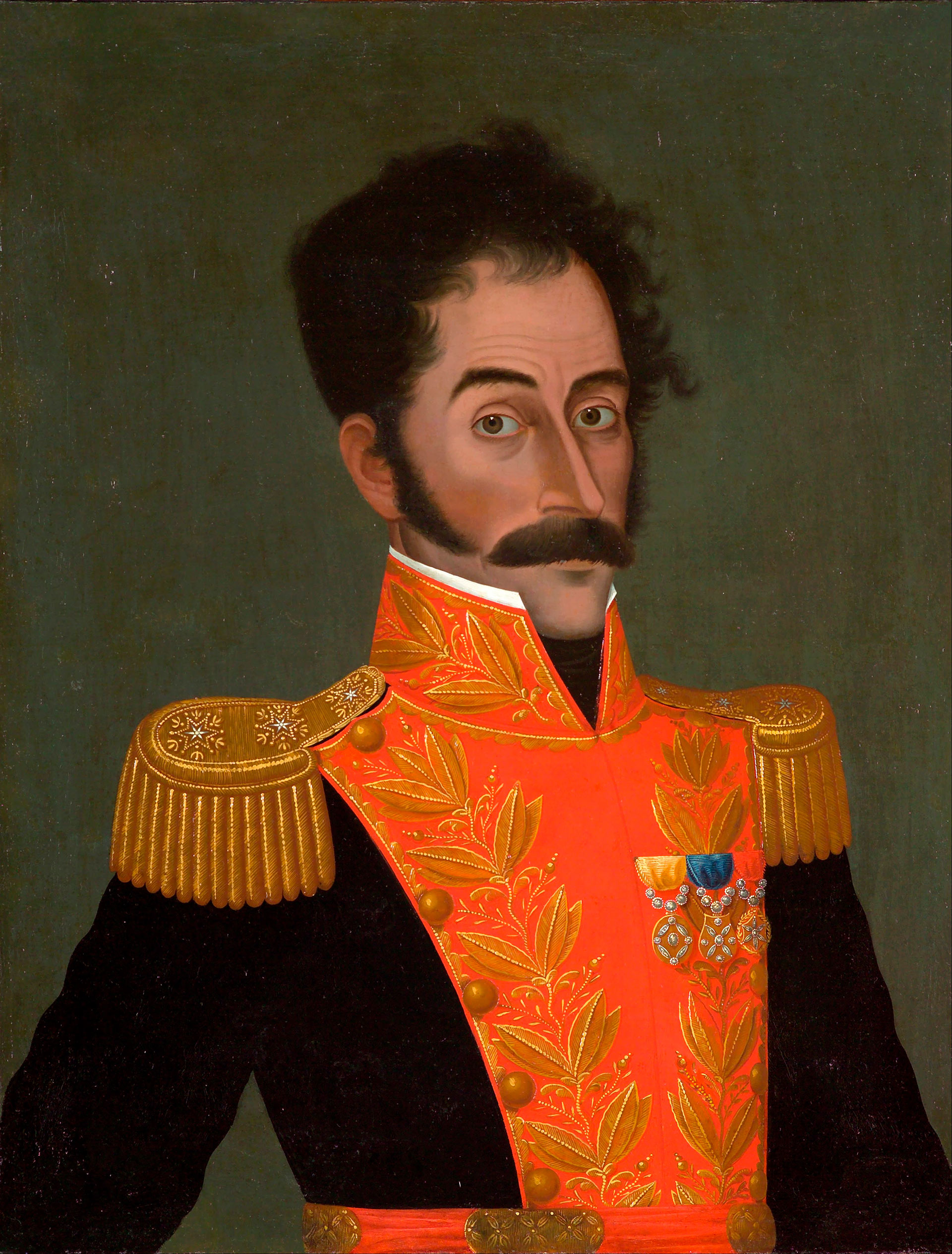
Retrat de Simón Bolívar per José Gil de Castro

Després de rebre l'autorització i subministraments de Nova Granada, Bolívar va iniciar una de les seves accions militars més destacades: la Campanya Admirable. El febrer de 1813 va sortir des de Cúcuta i travessà els Andes veneçolans sense trobar resistència, per la qual cosa va avançar fins a Mèrida i va capturar la ciutat pacíficament, ja que les autoritats reialistes van fugir. Després d'aquesta entrada triomfal el Cabildo de Mèrida li va concedir el títol de "El Libertador"; seria el primer d'una sèrie de reconeixements. Un cop controlat el territori, les forces de Bolívar van guanyar terreny ràpidament a un enemic que fugia davant el seu sorprenent avenç; havia agafat completament desprevinguts els reialistes. Bolívar va decidir buscar l'enfrontament directe a Los Taguanes, un lloc entre Tucupido i Valencia; els va derrotar i va forçar una capitulació que es va signar a La Victòria.
Després de la capitulació reialista, Bolívar va tenir el camí lliure cap a Caracas, la capital, on el 6 d'agost de 1813 va fer l'entrada triomfal. Després d'una victòria a Mosquiteros va ser nomenat capità general i li ratificaren el títol de "El Llibertador" que des d'aleshores va quedar lligat al seu nom.

Bandera de "guerra a mort" de Bolívar

A partir de llavors Bolívar es va concentrar en organitzar l'Estat i dirigir la guerra en el que semblava ja la seva etapa final. L'activitat administrativa desenvolupada per Bolívar va adquirir unes grans dimensions; va organitzar el règim militar mitjançant regulacions, va mantenir el Consolat i va crear un nou sistema fiscal, un nou mecanisme d'administració de justícia, va modificar el govern municipal i va oferir la nacionalitat a tots els estrangers que volguessin col·laborar amb la causa republicana. Igualment va atendre els assumptes econòmics mitjançant incentius a l'activitat agrària, les exportacions i la recerca de mà d'obra qualificada.
Però aleshores va entrar en escena el capità de milícies espanyol José Tomás Boves, famós per la seva empenta, que a principis de 1814 va iniciar operacions militars a La Porta amb tropes autòctones de la regió dels Llanos veneçolans, dedicant-se al saqueig. Les forces de Bolívar es van anar debilitant en els constants enfrontaments davant d'un enemic que es va demostrar implacable i que no dubtava a executar els presoners per no haver-los de mantenir. Davant l'increment de la violència i la manca de mitjans per combatre Boves, el 7 de juliol de 1814 Bolívar va decidir retirar-se cap a la part oriental de Veneçuela i unir les forces amb les de Santiago Mariño. La retirada de Bolívar va produir com a resultat un èxode massiu de persones, i en van morir moltes. A causa de l'assetjament que les forces de Boves practicaven sobre els refugiats, el 17 d'agost Bolívar va decidir fer-los front a Aragua de Barcelona, amb un intent de retardar l'avanç reialista. Va ser derrotat, però aconseguí arribar a Cumaná el 25 d'agost i es va poder unir a Mariño.
Malgrat tot, la Segona República de Veneçuela estava ferida de mort. Els reialistes van anar consolidant el seu domini per tot el país al llarg de 1814 i només la part oriental veneçolana, al costat de l'illa de Margarita, va romandre en mans republicanes. A més a més, el bàndol republicà estava dividit en faccions liderades per diversos cabdills que dominaven porcions de territori i rivalitzaven entre elles; una dificultat més per a Bolívar, ja que era molt difícil coordinar accions conjuntes. Aquesta situació, unida a la conducta del corsari italià Giovanni Bianchi, que estava al servei dels republicans, i que intentava aprofitar la situació en el seu benefici, van provocar que Bolívar marxés amb Mariño des de Carúpano cap a Cartagena.

### Jamaica i Haití

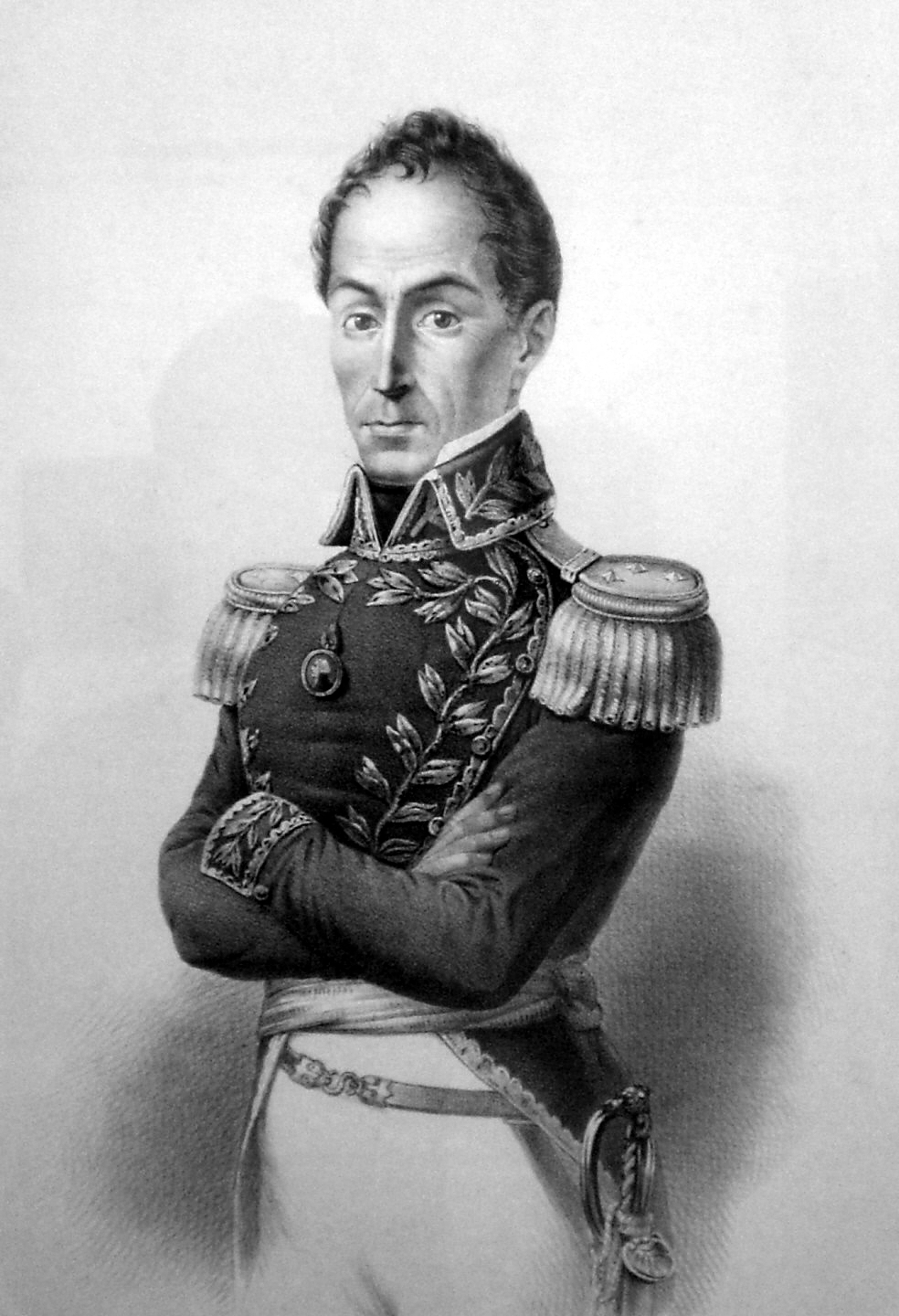
Litografia de Simón Bolívar

Després dels esdeveniments de Carúpano, Bolívar va arribar a Cartagena a la darreria de 1814. Pretenia obtenir un altre cop ajuda de Nova Granada, però en aquells moments el país passava una situació difícil. Malgrat tot, el suport que li donà el govern de Nova Granada serví perquè fos reconegut com a cap de tots els veneçolans que es trobaven al país. El mes de juliol el general Antonio Nariño va ser derrotat. El 19 de setembre de 1814, Bolívar es va reunir amb Camilo Torres Tenorio, qui presidia el Congrés de les Províncies Unides de la Nova Granada, i aquest el recolzà i li encarregà el comandament militar. El 10 de desembre Bolívar prengué Santa Fe i obligà així a què el departament de Cundinamarca reconegués l'autoritat del Congrés de les Províncies Unides.
Davant la impossibilitat de desenvolupar algun projecte interessant, va decidir abandonar el seu càrrec a Nova Granada i partí cap a Jamaica a bord del vaixell La Decouverte. Arribà a l'illa el 14 de maig de 1815 i als pocs mesos de ser-hi, el 6 de setembre de 1815, va escriure una carta amb destinatari anònim coneguda com la Carta de Jamaica, un document que té múltiples significats per la seva forma, contingut i característiques, i que ha estat motiu de reflexió i anàlisi. Hi descriu en general la situació d'Amèrica, considerant el territori com un tot unitari i comença a exposar la idea, ja concebuda abans per Francisco de Miranda, que seria en endavant la base del seu projecte polític: crear una gran confederació americana amb el nom de Colòmbia com una realitat a assolir per les naixents repúbliques.
La situació de Bolívar a l'illa va arribar a ser molt incòmoda, ja que hi comptava amb pocs mitjans econòmics. Es va veure obligat a passar estretors i va arribar a patir un intent d'assassinat, que no va reeixir perquè el mateix dia de l'atemptat havia deixat la pensió en no poder pagar-la. Davant la neutralitat del govern britànic, que no volia donar-li un suport obert, i la possibilitat que els espanyols estiguessin intentant d'assassinar-lo, Bolívar va decidir traslladar-se a un altre país més segur, des d'on pogués organitzar una expedició.

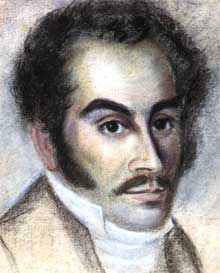
Bolívar durant la seva estada a Haití

En aquella època Haití s'havia convertit en una república independent de França que donava asil i protegia les causes republicanes al continent americà. Per això Bolívar va considerar que era el lloc adequat per organitzar una expedició militar cap a Veneçuela amb l'ajuda del president d'aquest país, el general Alexandre Pétion. El 19 de desembre de 1815, Bolívar va sortir de Jamaica en direcció a Haití de manera –com ell mateix va descriure– precipitada, i va arribar al port de Les Cayes el 24 del mateix mes. En sortir de Jamaica ja tenia definits els aspectes fonamentals de la futura campanya política i militar, plans que implicaven aconseguir suport polític, ajuda financera i col·laboració tècnica, naval i militar. Amb l'ajuda encoberta del govern haitià i de l'experimentat almirall Luís Brión, Bolívar va poder organitzar una expedició marítima coneguda com l'expedició dels Cayos que va sortir el 23 de març de 1816 amb rumb a l'illa de Margarita, des d'on reiniciaria les seves operacions militars. Per aquestes dates de 1816 va rebre la visita del guerriller espanyol Francisco Xavier Mina, a qui cedí alguns dels millors oficials per al seu pretès alliberament de Mèxic.

### Bolívar i la Gran Colòmbia

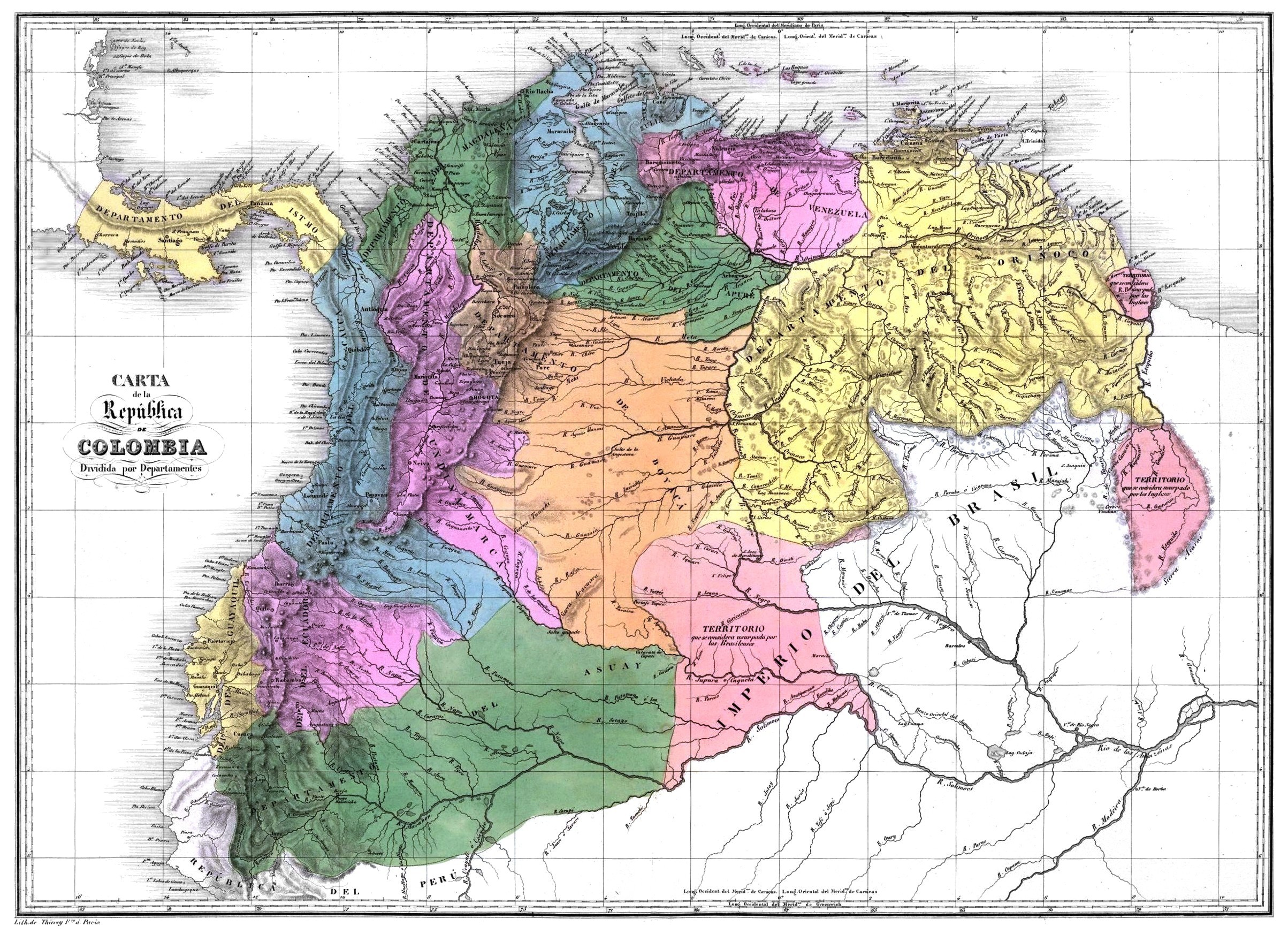
La Gran Colòmbia

Després de l'ensorrament de la Segona República de Veneçuela i la seva curta estada a Nova Granada com a comandant militar, Bolívar es va veure obligat a reflexionar sobre la causa dels fracassos anteriors, la situació internacional i la forma d'aconseguir la independència de manera duradora. Per assolir-la calia derrotar totalment els espanyols i impedir que realitzessin accions de reconquesta. D'altra banda, els esforços aïllats i descoordinats de cabdills dispersos al llarg d'Amèrica havien de ser unificats sota un comandament únic.Finalment, va concloure que com a garantia d'una independència permanent s'havia de crear una república gran i potent que pogués desafiar les pretensions de qualsevol potència imperial, un govern centralitzat capaç de coordinar les accions necessàries per protegir les fronteres i aglutinar els diferents pobles de l'Amèrica Hispana. Tot i que el projecte de Colòmbia com a nació l'havia exposat ja Francisco de Miranda, Bolívar l'havia fet seu en els primers contactes amb Miranda a Londres i va tenir el mèrit de rescatar-lo i posar-lo en pràctica.
Per garantir la llibertat de Colòmbia considerava vital aconseguir al més aviat possible el control sobre Veneçuela, que oferia als espanyols una base oberta a l'Atlàntic des d'on llençar campanyes de reconquesta del subcontinent. Amb el desembarcament a l'illa de Margarita inicià aquest projecte prioritari, decidit a aconseguir el reconeixement del seu lideratge. Obtingué un èxit inicial amb el líder local Arismendi.
A mesura que passava el temps Bolívar va anar aconseguint que personalitats amb poder local acceptéssin el seu comandament com a mal menor, necessari per poder derrotar els espanyols; a la llarga el seu lideratge esdevindria indiscutible. Això va fer possible el control de la part oriental veneçolana amb el centre neuràlgic a Angostura. A partir d'aquí, es produí un llarg enfrontament amb les forces expedicionàries del general espanyol Pablo Morillo. L'exèrcit espanyol ja es trobava molt desgastat després de la llarga campanya de reconquesta realitzada al llarg d'Amèrica i encara que el general Morillo era un comandant militar molt capaç, no va poder evitar un lent però inevitable declivi a causa de la manca de recursos i de reforços per cobrir les baixes.
El 1818, la situació dels espanyols a Veneçuela es va fer insostenible i Morillo es va veure obligat a retirar algunes de les seves forces de Nova Granada per intentar contenir Bolívar. En vista que la situació política i militar era prou favorable com per pensar en l'organització d'un Estat, el 1819 es va constituir el Suprem Congrés de la República a Angostura.

### Campanya a Nova Granada

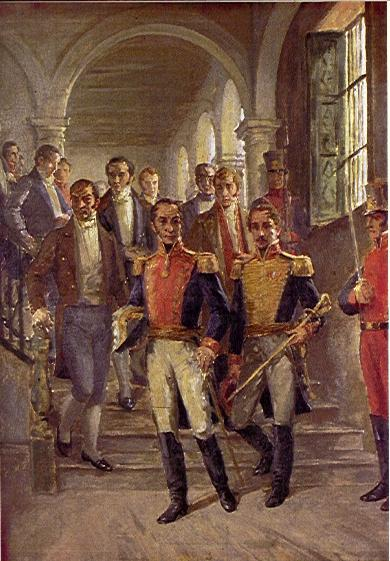
Simón Bolívar i Francisco de Paula Santander al Congrés de Cúcuta

A partir de l'any 1818 la situació es va decantar definitivament a favor dels republicans i des d'aleshores pràcticament el seu avanç pel continent es va fer imparable. Bolívar des de Veneçuela i Francisco de Paula Santander des de Nova Granada van començar a coordinar accions conjuntes des de les seves àrees d'influència, fomentant la unitat militar. En aquell moment, a les planures de Casanare a Nova Granada hi havia un important focus de resistència contra les tropes de Morillo. A més, alguns dels revolucionaris neogranadins més compromesos s'havirn retirat a les planes d'Apure i Arauca, veïnes de Casanare, per resistir els atacs del comandant espanyol Samana. Bolívar ascendí Santander al grau de brigadier i el va nomenar comandant militar de la divisió d'avantguarda. Tots dos havien elaborat un pla en què Santander havia d'actuar a la província de Casanare, unificar els guerrillers del sud i donar informes a Bolívar sobre les tropes espanyoles. Preparaven la invasió de la Nova Granada.

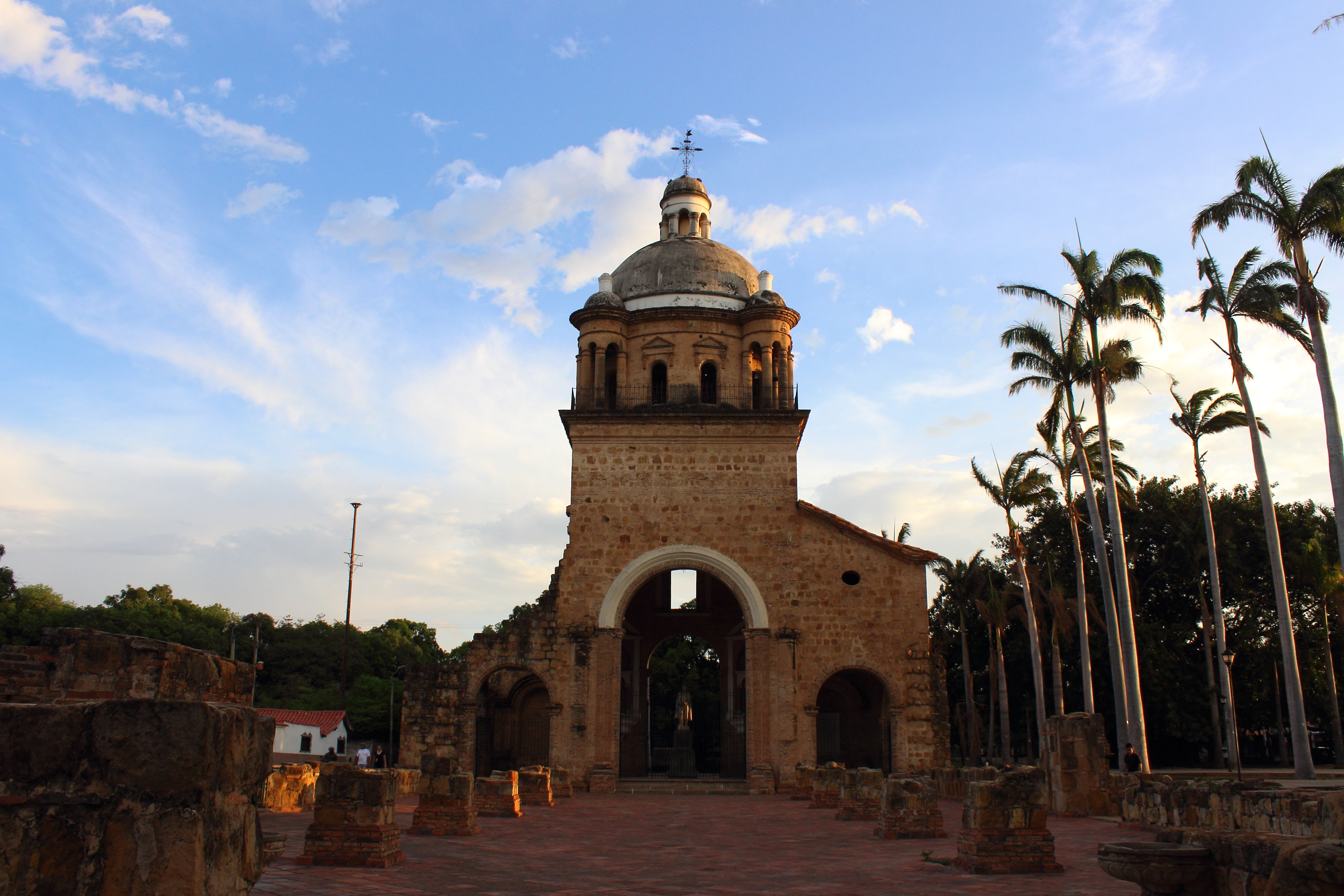
Temple Històric de Cúcuta, on es va desenvolupar el Congrés de Cúcuta. Al seu interior hi ha una estàtua de Bolívar

Juntament amb els preparatius militars també es realitzaven accions polítiques importants. El 21 de gener de 1819 van arribar a Angostura dos vaixells britànics, el Perseverance i el Tartar amb un cos de voluntaris coneguts com la Legió britànica (British Legion), que donaven suport a Bolívar. El 15 de febrer del 1819, el Llibertador va reunir el Congrés d'Angostura, on va pronunciar un dels seus millors parlaments polítics, el Discurs d'Angostura, en el qual feia una anàlisi crítica de la situació, exposava el rumb a seguir per fundar la república i anunciava el projecte de la Constitució de Cúcuta que seria promulgada en el Congrés de Cúcuta de l'any 1821.
El resultat d'aquest Congrés va ser la creació de la República de Colòmbia, coneguda com la Gran Colòmbia. Es promulgà la Llei Fonamental de Colòmbia i es va organitzar el territori, que comprenia Nova Granada i Veneçuela, en tres departaments: Cundinamarca (Bogotà), Veneçuela (Caracas) i Quito (Quito). El desembre de 1821 el congrés proclamà Bolívar President de la República, i Francisco de Paula Santander vicepresident. Així: «les repúbliques de Veneçuela i la Nova Granada queden des d'aquest dia reunides en una sola sota el títol gloriós de República de Colòmbia».

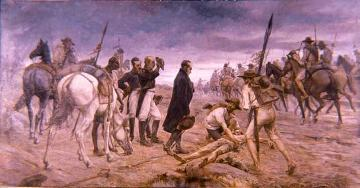
Pas de l'exèrcit del Llibertador per l'erm de Pisba

Mentrestant, Bolívar seguia preparant la invasió militar de Nova Granada tot mirant de mantenir els detalls de la campanya per augmentar la imprevisibilitat de l'atac. Morillo estava al corrent de l'arribada de la Legió britànica a Angostura, sota el comandament de James Rooke, i va intuir que el següent pas de Bolívar seria unir forces amb José Antonio Páez, destacat líder rebel de Los Llanos. La seva anàlisi de la situació el va decidir a atacar el principal reducte rebel de Casanare amb la Tercera divisió espanyola, sota el comandament del coronel José María Barreiro. Els espanyols, alhora, eren assetjats constantment per les tropes del general Santander amb tàctiques de guerrilla.

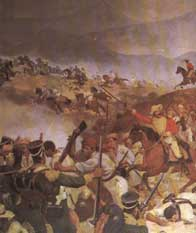
Batalla de Boyacá

L'arribada de l'època de pluges va fer els camins intransitables i dificultava les operacions militars. Els espanyols van decidir replegar-se, pensant que l'enemic faria el mateix. Morillo tenia un exèrcit exhaust i no rebia reforços des de feia molt de temps, i estava combatent contra forces militars de les quals ignorava la capacitat real. És llavors quan Bolívar va realitzar una de les seves gestes militars més destacades: el Pas dels Andes, que va realitzar en una estació poc propícia i que es considerava impracticable amb els mitjans de l'època. Travessaren l'erm de Pisba, i atacaren als reialistes el 25 de juliol de 1819 a la batalla del pantà de Vargas. L'exèrcit reialista va fugir i Bolívar entrà a Tunja el dia 4 d'agost. Poc després es reuní amb les tropes del general Santander a Tame (actualment situada al departament d'Arauca).
Barreiro va decidir replegar-se cap a la ciutat de Bogotà on les condicions li serien molt més favorables. Els bolivarians li van sortir al pas a Boyacá, el 7 d'agost del 1819, en el que seria l'enfrontament decisiu entre republicans i reialistes; Bolívar obtingué la victòria. Quan el virrei Sámano, que coneixia la vigència del decret de guerra a mort, es va assabentar de la derrota, va fugir de Bogotà i l'exèrcit revolucionari va entrar triomfant a la capital el dia 10 d'agost.

### Campanyes finals a la Gran Colòmbia

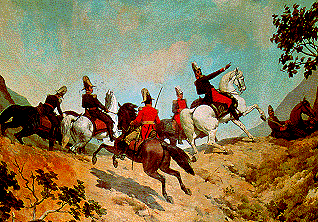
Bolívar dirigint la Batalla de Carabobo al costat del seu estat major

En els anys següents l'oposició reialista va ser completament vençuda. El 24 de juny de 1821 es va produir la batalla de Carabobo, prop de València, amb una derrota decisiva de l'exèrcit espanyol que va ser completada amb la batalla naval del llac Maracaibo el 24 de juliol de 1823. D'aquesta manera Veneçuela es va independitzar definitivament.

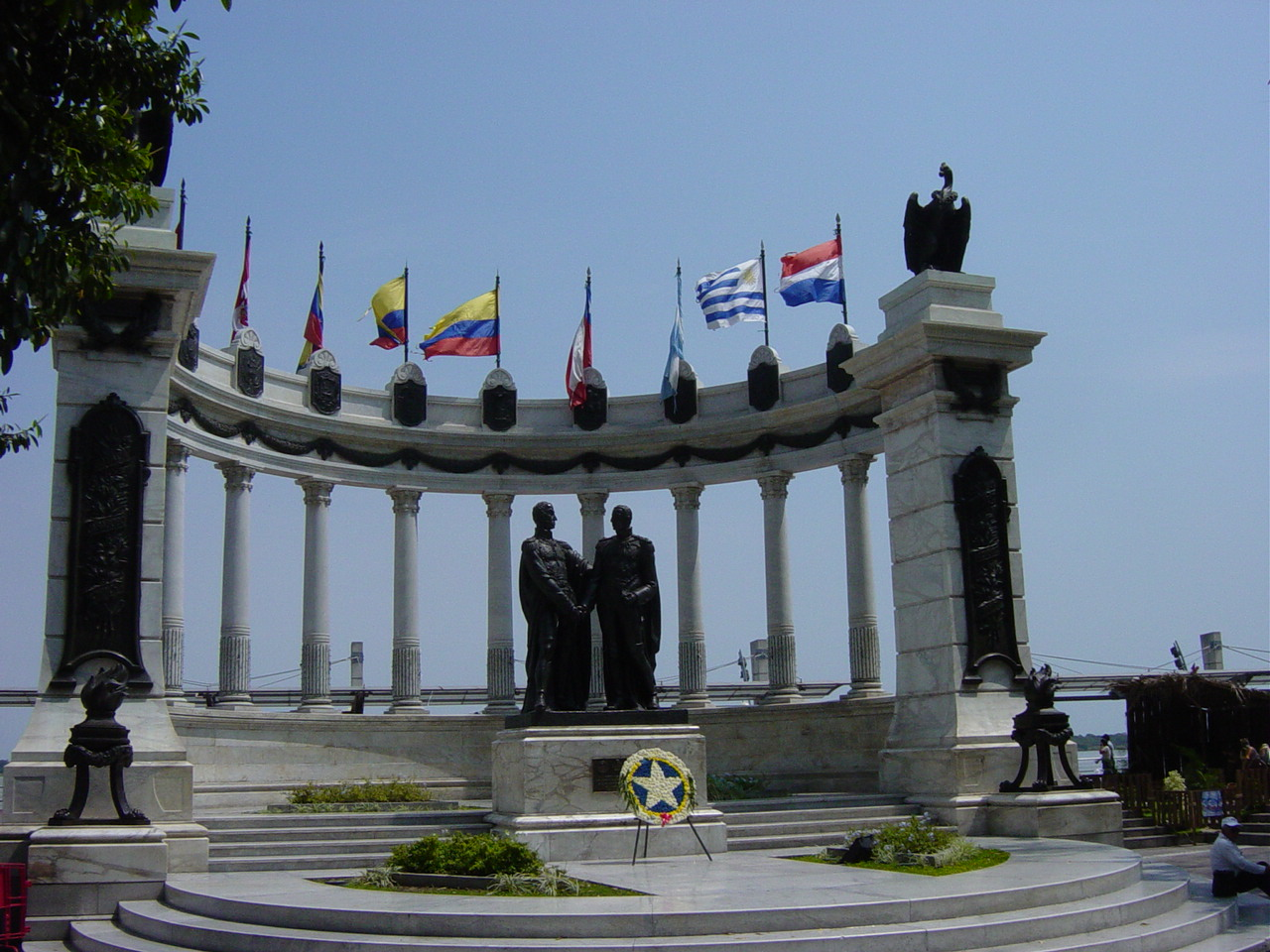
Hemicicle de la Rotonda amb el monument als alliberadors Simón Bolívar i José de San Martín al Malecón 2000, a Guayaquil (Equador)

Durant l'estada de Bolívar a Bogotà, es van donar altres processos d'alliberament com el de Guayaquil, que el 9 d'octubre de 1820 s'havia declarat independent sota la presidència de José Joaquín de Olmedo. Bolívar no hi havia participat però, per prosseguir amb el seu projecte d'una sola república unida, va decidir ocupar aquella província. Tot just dos anys després, Bolívar arribà a Guayaquil amb el seu exèrcit, destituí la Junta de Govern i annexà la província a la Gran Colòmbia.
Després de la victòria d'Antonio José de Sucre sobre les forces espanyoles a la batalla de Pichincha el 24 de maig de 1822, el nord de Sud-amèrica era independent. Assolida aquesta gran victòria, Bolívar estava preparat per marxar amb el seu exèrcit a alliberar definitivament el Perú, que ja havia declarat la seva independència el 28 de juliol de 1821 després del desembarcament del general José de San Martín a Paracas i la presa de Lima el 12 de juliol.

## Perú

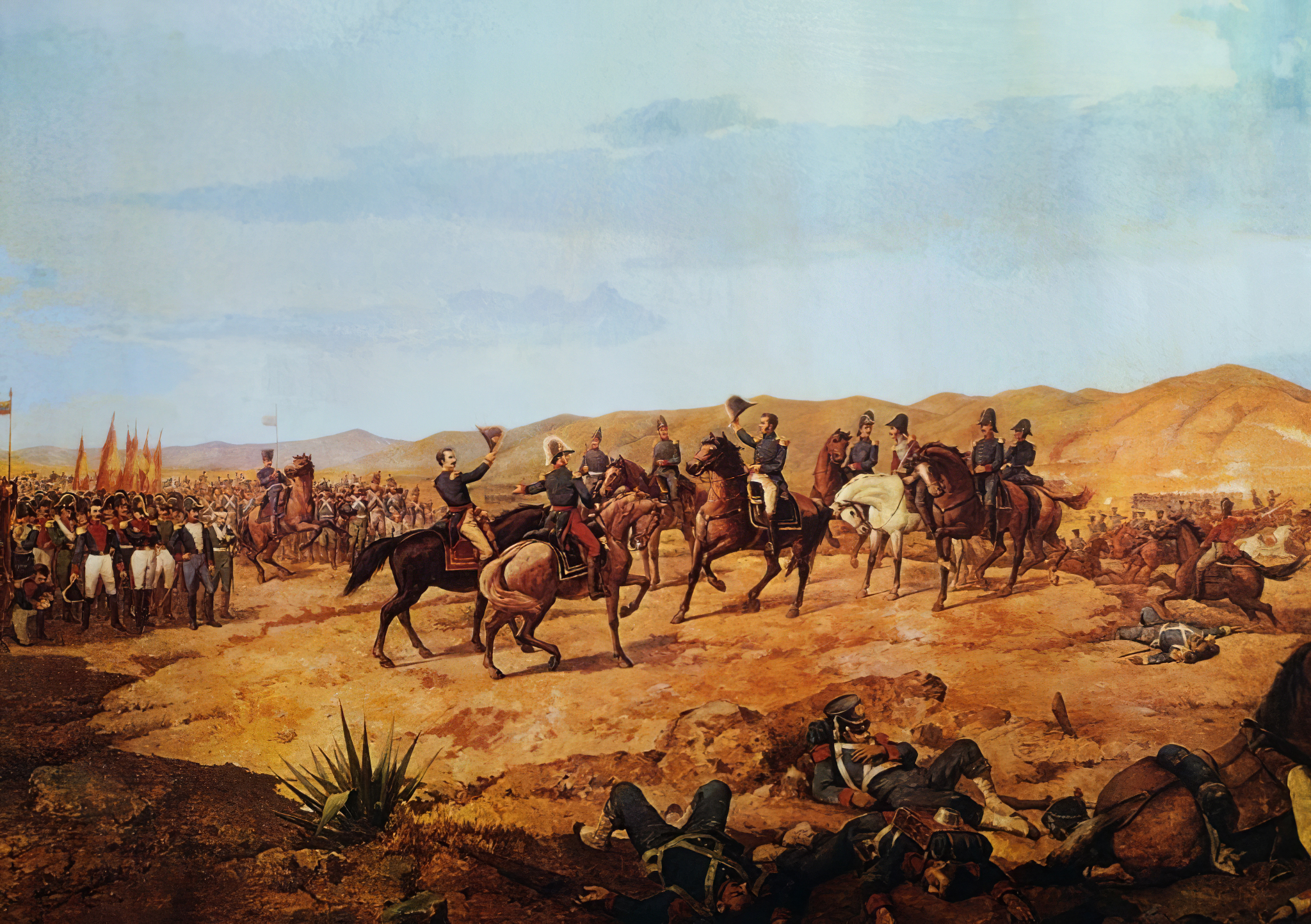
Batalla d'Ayacucho

El 26 de juliol de 1822, Bolívar va tenir una reunió amb San Martín a Guayaquil per planificar l'alliberament de la resta de les possessions espanyoles. El seu contingut es va mantenir secret, i San Martín va tornar a l'Argentina, mentre que Bolívar es va preparar per derrotar els últims reductes reialistes a la sierra andina i a l'Alt Perú. Després de rebre la visita d'una representació del Congrés de la República del Perú encapçalada per José Faustino Sánchez Carrión, amb propostes de govern, i d'obtenir l'autorització del Congrés de la Gran Colòmbia, Bolívar viatjà al Perú a bord del bergantí Chimborazo i va desembarcar al port del Callao l'1 de setembre de 1823.
Va ser rebut pel president José Bernardo de Tagle i tot el seu gabinet ministerial. L'endemà de la seva arribada, el Congrés el nomenà "suprema autoritat" i poc després li encarregà la direcció de la lluita contra l'exèrcit reialista, disposant que el mateix Tagle li hauria de retre comptes. La primera acció de Bolívar va ser eliminar les forces de José de la Riva Agüero, qui havia estat president del Perú abans que Tagle i s'oposava a l'arribada de Bolívar a Trujillo. Riva Agüero va ser capturat, però va aconseguir escapar i refugiar-se a Anglaterra. Mentrestant, el primer Congrés Constituent, que havia de proclamar la primera constitució política del Perú, va emetre una resolució que especificava la suspensió de les disposicions de carta magna que fossin contràries a les disposicions i desitjos de Simón Bolívar. La Constitució va ser jurada l'11 de novembre de 1822, tot i que mai va entrar en vigor.

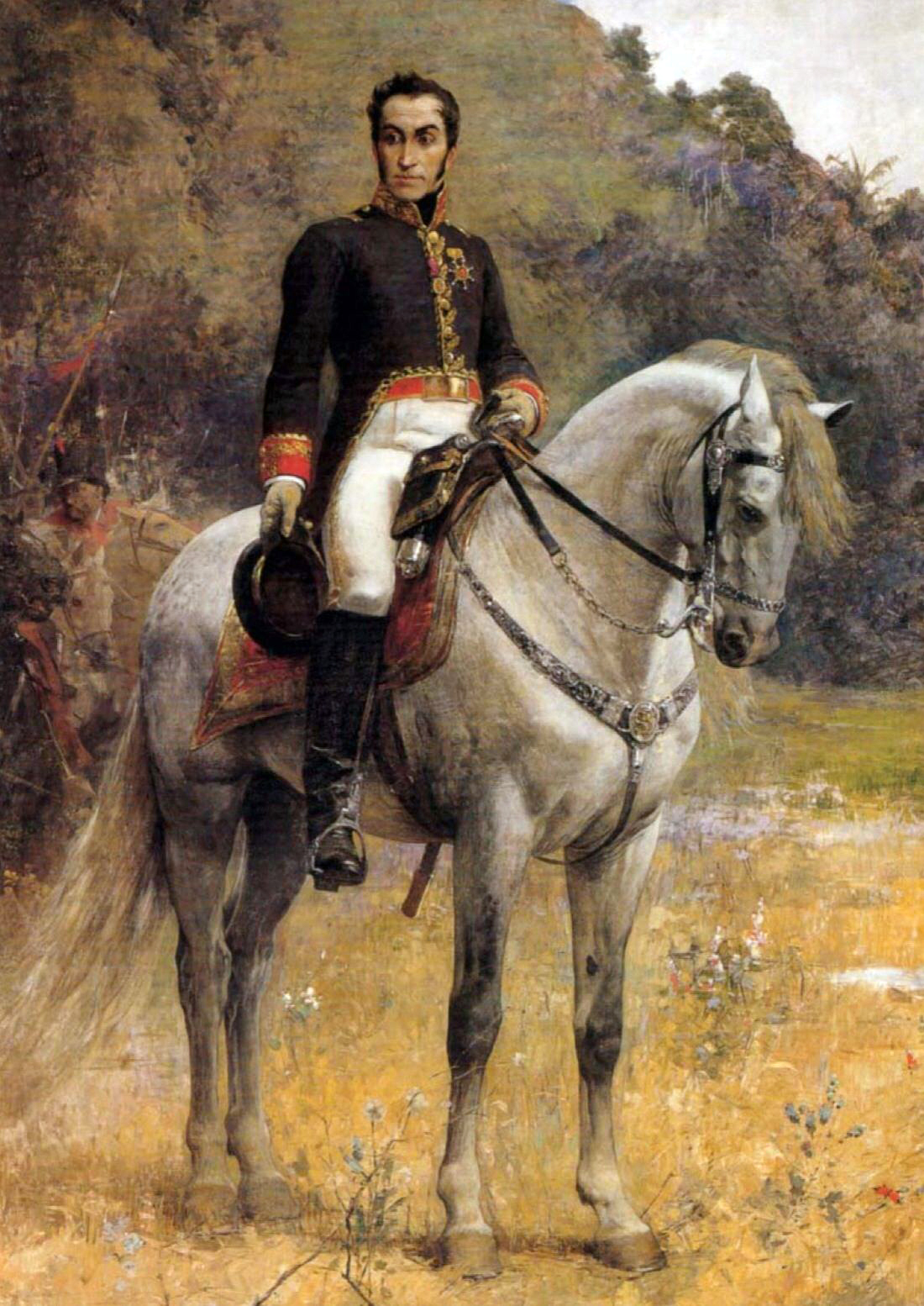
Simón Bolívar a cavall per Arturo Michelena

L'exèrcit reialista tenia el control de la serra central i el sud del país (actuals departaments de Junín, Ayacucho, Cusco i Arequipa). Per la seva banda, després de la derrota de Riva Agüero, les forces de l'exèrcit republicà tenien en el seu poder la costa central, el nord i la serra nord (els actuals departaments de Piura, La Libertad, Ancash, Lima i Cajamarca). Preveient la possibilitat que Lima fos envaïda per les forces reialistes, com efectivament succeí després del motí del Callao, Bolívar va decidir canviar el seu quarter general al poble de Pativilca, 200 quilòmetres al nord de Lima.
Bolívar encarregà a Tagle que negociés amb els comandaments espanyols acantonats a Xauxa amb la finalitat de guanyar temps per augmentar els efectius de l'exèrcit. Tagle complí aquest encàrrec però va ser acusat per Bolívar de negociar paral·lelament amb el virrei de La Serna la seva expulsió, per obtenir el control del poder. Al marge d'aquestes intrigues, el 5 de febrer de 1824, les tropes independentistes de les fortaleses del Callao, sota el comandament del sergent Moyano, s'amotinaren al Callao argumentant l'impagament als soldats. Els revoltats van alliberar els presos espanyols reclosos a la fortalesa del Real Felipe i els van entregar les instal·lacions i les defenses del port. Les forces reialistes van ocupar Lima el 29 de febrer i seguidament van replegar els principals efectius de l'exèrcit a la serra central, tot deixant una guarnició al Callao sota el comandament de José Ramón Rodil. Amb ells s'hi van refugiar diverses faccions republicanes; fins i tot el mateix Tagle es quedà a la fortalesa, on va morir l'any següent en el llarg setge del Callao.
Davant la manca de resposta del president Tagle, el congrés el destituí el 10 de febrer i entregà tot el poder polític i militar a Bolívar. Tot seguit, el congrés quedà inactiu i restà a l'espera que Bolívar el convoqués. El Libertador es va convertir en la màxima autoritat del Perú, i va nomenar tan sols un ministre, Faustino Sánchez Carrión, que assumí el Ministeri General. Bolívar, esdevingut cap suprem, va tornar a Pativilca i va ordenar el replegament generalitzat de l'exèrcit a Trujillo i Huamachuco.

### Reconstrucció de l'exèrcit
Des de Pativilca, Bolívar inicià les accions per formar l' Ejército Unido Libertador del Perú. Posà al seu davant tres generals de la Gran Colòmbia: Sucre, Córdova i Lara sense comptar amb cap peruà per a l'estat major; el militar peruà de més confiança, el general José de La Mar, fou el responsable de la branca peruana de l'exèrcit. Bolívar no es refiava dels peruans, tal com ho demostren diverses cartes que va enviar. Hiram Paulding, un mariner anglès, va escriure en la seva bitàcola que Bolívar li havia comentat que:
| « | ... els peruans eren uns covards i que, com a poble, no tenien ni una sola virtut viril. En suma, els seus comentaris van ser aspres i sense reserva ... Després em van dir que sempre solia parlar així dels peruans. | » |

Bolívar va deixar escrites instruccions molt precises sobre tot el que feia referència a l'exèrcit. En les seves cartes detallava fins i tot com fer les corretges i com ferrar els cavalls. Va ordenar que l'exèrcit confisqués al nord del país els recursos necessaris. La majoria van ser obtinguts mitjançant amenaça o simplement arrabassats als seus propietaris; fins i tot va donar ordre d'utilitzar la riquesa de les esglésies. Tot plegat va donar lloc a abusos i saquejos per part dels caps militars.
Durant tot aquest temps, la guerra es desenvolupà al mar. L'almirall Martin George Guissa, cap de l'esquadra peruana, va destruir els vaixells de guerra espanyols que atacaven les costes peruanes, fent possible així l'arribada des de Colòmbia de queviures i reforços. A més, assetjà constantment la força peruana acantonada al Callao sota el comandament de José Rodil. El 2 d'agost, a la localitat de Rancid, Bolívar passà revista a un exèrcit que comptava amb 12.000 homes ja preparats per conquerir el virregnat del Perú, que des de principis del 1824 havia quedat dividit per la revolta d'Olañeta.

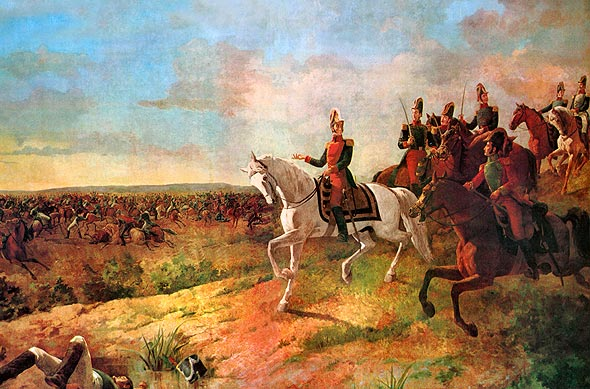
La batalla de Junín

El 6 d'agost els exèrcits republicà i reialista s'enfrontaren a la batalla de Junín, que representà la primera derrota de la cavalleria reialista al Perú. Amb motiu d'aquest victòria, José Joaquín de Olmedo li va escriure el poema èpic Victòria de Junín. Canto a Bolívar, veritable obra mestra de la poesia equatoriana i llatinoamericana. En ella, no només es descriu la batalla, sinó també Olmedo posa en boca de Huayna Cápac el destí d'Amèrica lliure del jou espanyol. El 9 de desembre de 1824 Sucre va eliminar l'últim baluard de l'exèrcit espanyol a la batalla d'Ayacucho, punt final del domini espanyol a Amèrica del Sud. El 9 de desembre del mateix any es posa fi al virregnat del Perú arran de la batalla d'Ayacucho.

### Dictador de Perú

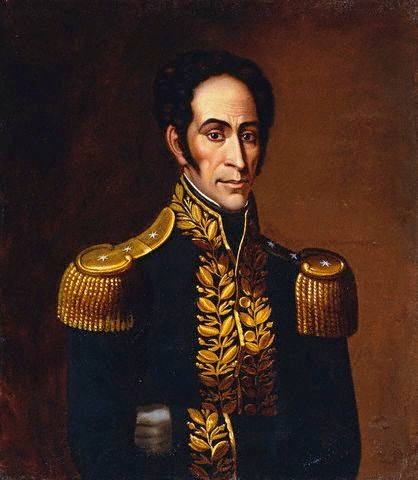
Simón Bolívar per Antonio Salas

Ja abans de la batalla d'Ayacucho, Bolívar havia tornat a nomenar un gabinet ministerial. Va mantenir José Faustino Sánchez Carrión com a ministre, aquesta vegada encarregat de la Cancelleria; Hipólito Unanue s'encarregà del Ministeri d'Hisenda i un militar de Gran Colòmbia, Tomás Heres, del Ministeri de Guerra. La seva manera de governar el Perú es va caracteritzar per una gran repressió contra el poble i els seus opositors, al mateix temps que va exercir una gran ingerència dins del nou poder judicial i en l'elecció del Congrés. Tot i així, també cal destacar la creació d'institucions bàsiques necessàries en l'organització del naixent estat peruà.
El 10 de febrer de 1825 el Congrés, que ja feia un any que no es reunia, va ser convocat de nou per Bolívar i va realitzar diverses sessions durant un mes, fins que el 10 de març es va dissoldre i va donar per acabades les seves funcions. Durant aquest període va autoritzar la sortida de 6.000 soldats peruans cap a la Gran Colòmbia, va acordar l'entrega de premis als militars vencedors i va emetre una resolució en la qual es desentenia del futur de l'Alt Perú (actual Bolívia).
El 20 de maig de 1825, des de la ciutat d'Arequipa, Bolívar convocà eleccions per a un Congrés General que hauria de reunir-se el 10 de febrer de l'any següent. No es va poder inaugurar, però, en la data prevista perquè Bolívar no estava conforme amb la incorporació d'alguns diputats com Francisco Xavier de Luna Pizarro, membre electe pel departament d'Arequipa. Finalment el mes d'abril s'aconseguí tirar endavant, però les seves sessions preliminars fracassaren, ja que el govern va declarar no vàlids els poders dels diputats d'Arequipa, Lima, Cusco i altres províncies. El 26 de maig de 1826, el govern retirà als municipis el dret d'elegir les seves autoritats, i poc després decretà que els prefectes convoquessin els col·legis electorals de les províncies per tal que cadascuna aprovés directament la Constitució Vitalícia elaborada per Bolívar que, a més, el nomenava com a President Vitalici.
El 4 de setembre de 1826, Bolívar s'embarcà en el bergantí Congreso amb direcció a Colòmbia, deixant al Perú un Consell de Govern amb la missió d'aconseguir la vigència de la Constitució Vitalícia. Tanmateix, Bolívar no va tornar mai al Perú. El Consell de Govern no va aconseguir que la Cort Suprema del Perú aprovés la Constitució Vitalícia; van haver de recórrer al Cabildo de Lima que, pressionat, va donar validesa a les actes dels col·legis electorals i donà llum verda a la promulgació de la Constitució. Aquesta constitució només va ser vigent fins al 26 de gener de 1827 quan va caure el Consell de Govern i es convocaren eleccions.
Durant el seu govern, Bolívar va fer complir l'acord de reposicions de l'exèrcit de Gran Colòmbia, en virtut del qual el Perú havia de reposar les baixes que l'exèrcit colombià patís durant les batalles lliurades al país, no només per morts en camp de batalla sinó també per desercions i malaltia. Per això, Bolívar va ordenar el reclutament forçós de peruans per a la formació de tropes i el seu posterior enviament a Panamà i Veneçuela. Al mateix temps es mantenien al Perú les tropes de Gran Colòmbia; a més, corria un rumor sobre una suposada invasió francesa. Tot això queda reflectit en una carta enviada al general Salom, on Bolívar li dona instruccions per a l'enviament d'un batalló format només per peruans. La carta, datada el 29 de juliol de 1825 des del poble de Tinta, assenyalava:
| « | (...) Per les meves anteriors cartes deveu estar assabentat que per al mes de desembre d'aquest any heu d'enviar a Panamà una expedició composta pel batalló Araure i un esquadró de nova creació (...) a Ica ha de haver-hi una companyia d'infanteria (...) En aquesta ciutat hi ha d'haver dues companyies de cavalleria del Perú de cent homes més o menys, que serviran també per a l'esquadró que ha de marxar a l'Istme. Heu d'enviar un vaixell a Pisco amb un oficial molt viu perquè faci embarcar aquesta gent fent-los creure que van a Lima, perquè no desertin. (...) El batalló Caracas ha de quedar de 1.400 places, si més no, i hi ha d'absorbir tots els veneçolans i granadins que tingueu a Araure, ja que jo vull que aquest no porti sinó peruans i gent del sud. | » |

Respecte a la situació dels indígenes i dels esclaus, Bolívar va tenir una política involucionista respecte als progressos instaurats per José de San Martín. Aquest havia abrogat el 27 d'agost de 1821 el tribut indígena, contribució que havien de pagar els indígenes peruans pel sol fet de ser indígenes. Bolívar el va restituir, però establint-ne la "reducció a la suma que es pagava el 1820". Aquesta era la darrera que s'havia pagat, per la qual cosa Bolívar no va fer sinó reinstaurar un pagament ja proscrit. En canvi va prohibir definitiva la mita. San Martín havia declarat l'abolició de l'esclavitud, establint que seria lliure tot fill d'esclaus que nasqués després de la declaració de la independència i tot esclau que s'integrés a l'exèrcit patriota. Bolívar limità la concessió de llibertat a aquells que s'integressin a l'exèrcit i que fossin ferits o invàlids, o que destaquessin pel seu valor en el camp de batalla. El nombre de lliberts va ser mínim. Bolívar es decantà més per millorar la situació dels esclaus regulant que el treball era de 8 a 6 de la tarda i que el càstig màxim havia de ser de 12 cops.
En l'àmbit de l'organització de l'Estat, el 6 de març de 1824 Bolívar reemplaçà l'Alta Cambra de Justícia, institució que per ordre de San Martín havia substituït l'anterior Real Audiència de Lima. Aquesta Cambra va donar origen a la Cort Superior de Lima i, després de la batalla d'Ayacucho, va constituir la Cort Suprema de Justícia. Bolívar nomenà com a president a Manuel Lorenzo de Vidaurre, qui va deixar diversos escrits molt favorables al dictador. Bolívar exercia una ingerència directa en la Cort Suprema; així, en el judici per l'assassinat de Bernardo de Monteagudo, Bolívar va interrogar directament els sospitosos i en va establir les condemnes. També va crear la Cort Superior de Justícia de Trujillo, la Cort Superior de Justícia d'Arequipa, i la Cort Superior de Justícia del Cusco.
Bolívar va crear importants escoles nacionals com el Colegio Nacional de Ciències, i el Colegio Educandas a Cusco, que eren conegudes com a escoles bolivarianes. També va fundar el diari oficial El Peruano, gaseta oficial de l'Estat Peruà. Va expedir la primera llei d'Impremta per aconseguir reprimir tota publicació escrita que li fos desfavorable. El reglament d'aquesta llei condemnava a sis anys de presó els autors dels escrits que el govern considerés com a subversius, i prohibia les sàtires contra les disposicions governamentals.
Dins l'apartat de finances, cal destacar dues iniciatives. Es van establir les recompenses per a l'exèrcit unificat, i el pagament va anar a càrrec de l'Estat Peruà fins a mitjans del segle xix. Es va negociar un emprèstit amb Anglaterra del qual només es va rebre el 25% del capital i es va haver de pagar l'import íntegre més els interessos. Bolívar va rebre un país en crisi i la seva administració no va saber millorar l'aspecte econòmic.
Durant el seu govern es va exercir una intensa repressió contra els seus principals opositors. Així, es va enviar a l'exili Francisco Javier de Luna Pizarro i a Mariano Necochea. S'empresonà l'almirall Martín George Guisse, els germans Ignacio y Francisco-Javier Mariátegui i diversos militars xilens i argentins. S'arribà a executar a Martín Beringoaga, ministre de l'expresident Tagle. A més es van generar moltes suspicàcies al voltant de l'assassinat de Bernardo Monteagudo.
Tot i que Bolívar havia disposat l'annexió de la província de Guayaquil a la Gran Colòmbia el 1822, acció que va iniciar la disputa territorial entre Perú i l'Equador, el 1825 va disposar la secessió de l'Alt Perú i la creació de la República Bolívar.

## Darrers anys

### Conflictes polítics i atemptat
El 6 d'agost de 1825 Sucre va constituir el Congrés de l'Alt Perú i es va crear la República de Bolívia en honor de Bolívar. La Constitució de 1826, encara que mai va ser usada, va ser escrita pel mateix Bolívar. També, el 1826, Bolívar convocà al Congrés de Panamà la primera conferència hemisfèrica.
El 30 d'abril de 1826 esclatà a revolta de la Cosiata, amb l'objectiu de separar Veneçuela de la Gran Colòmbia. Mentre Bolívar s'hi desplaçava, al Perú el van nomenar president vitalici, el 30 de novembre, però ell no ho acceptà. En el seu lloc van triar el general Andrés de Santa Cruz que fou nomenat president de Perú el 28 de gener de 1827. A Veneçuela, suficada la rebel·lió, Bolívar va indultar els compromesos en la Cosiata i l'1 de gener 1827 va mantenir Páez en el càrrec de cap superior civil i militar. Però a partir de 1827, a causa de les rivalitats personals entre generals de la revolució, sorgiren diferents conflictes polítics que van acabar per destruir les perspectives d'una unió sud-americana per la qual Bolívar havia lluitat.
Bolívar reformà els estatuts de la Universitat de Caracas (l'actual Universitat Central de Veneçuela) i va anar a Santa Fe de Bogotà el 5 de juliol següent per convocar una convenció que havia de servir per crear una nova constitució i per restablir la concòrdia nacional després de les batalles contra els espanyols i les discòrdies entre els partits. Però Bolívar no tornaria mai més a Veneçuela. La convenció es va reunir a Ocaña el 9 d'abril de 1828. Des del començament de la reunió, els assistents es van dividir en tres fraccions: la primera, dirigida pel general Francisco de Paula Santander, vicepresident de la Gran Colòmbia, que defensava una concepció federalista del govern; la segona, capitanejada pel mateix Bolívar, advocava per un govern central; i, finalment, una tercera, la dels independents, en la qual militaven Joaquín Mosquera i els indefinits. La convenció va fracassar perquè cap de les propostes per a una nova constitució va ser acceptada; per aquesta raó, els seguidors de Bolívar van resoldre marxar d'Ocaña el 10 de juny de 1828 i la reunió, sense el quòrum reglamentari, va acabar.
El 9 d'agost de 1828 Bolívar va promulgar una llei que prohibia als ciutadans espanyoles contraure matrimoni a la Gran Colòmbia - aquesta llei seria derogada al Congrés de Veneçuela el 1831. Va prohibir la circulació de les obres de Jeremy Bentham a les universitats de Colòmbia per considerar-les nocives per a la joventut, tot i que Bentham fou un dels pocs pensadors europeus destacats de l'època que van donar suport a la independència. També decretar que el govern havia de promoure i protegir el catolicisme com a religió dels colombians.
Creient que podria imposar l'ordre i mantenir la unió de la Gran Colòmbia, Bolívar es declarà a si mateix dictador el 27 d'agost de 1828 i ho feu amb el Decret Orgànic de la Dictadura; d'aquesta forma, quedava abolida la vicepresidència de la república. El 25 de setembre de 1828, a Bogotà, es va dur a terme un intent d'assassirnar-lo, conegut com la conspiració septembrina, de la qual es va poder escapolir gràcies a l'ajuda de la seva companya sentimental, Manuela Sáenz, de Quito. A l'edifici de la residència de Bolívar, davant l'actual Teatre Colón, hi ha una placa commemorativa sota la finestra per on va fugir.
| SISTE PARUMPER SPECTATOR GRADUM SI VACAS MIRATORUS VIAM SALUTIS QUA SESE LIBERAVIT PATER SALVATORE PATRIAE SIMON BOLÍVAR IN NEFANDA NOCTE SEPTEMBRINA AN MDCCCXXVIII DETENTE, ESPECTADOR, UN MOMENTO Y MIRA EL LUGAR POR DONDE SE SALVÓ EL PADRE Y LIBERTADOR DE LA PATRIA SIMÓN BOLÍVAR EN LA NEFANDA NOCHE SEPTEMBRINA AÑO 1828'' |

Bolívar, inicialment, volia perdonar els considerats conspiradors, seguidors de Santander. Finalment es va decidir sotmetre'ls a la justícia marcial, i acusats de ser els principals implicats foren afusellats, malgrat que la responsabilitat d'alguns no havia quedat plenament establerta. Quant a Francisco de Paula Santander, que havia sabut amb antelació de la conspiració i no s'hi havia oposat directament per les seves diferències amb Bolívar, va partir a l'exili.
Bolívar va seguir governant en un ambient enrarit, acorralat per disputes entre faccions i patint tuberculosi. La revoltes van continuar. Perú es va declarar en contra de Bolívar i el seu President José de La Mar va envair Guayaquil, tot i que va ser vençut per Antonio José de Sucre a la batalla de Tarqui el 27 de febrer de 1829. Veneçuela es va proclamar independent el 13 gener 1830, i el nou president, José Antonio Páez, va desterrar Bolívar. El 20 de gener de 1830 Bolívar va dimitir de la presidència de Colòmbia, però no se li va acceptar fins al 4 de maig de 1830, i li va ser concedida una pensió de 3.000 pesos anuals.

### Mort
Sol i desenganyat, Bolívar volia emprendre un viatge a Jamaica i Europa, però la seva malaltia li ho va impedir i va haver d'acollir-se a l'amistat i protecció d'un espanyol, el senyor Joaquín de Mier i Benítez, que el va convidar a quedar-se a la Quinta de San Pedro Alejandrino, prop de la ciutat de Santa Marta, al departament del Magdalena.
El 8 de maig de 1830, Bolívar va partir de Bogotà acompanyat d'un grup d'amics i polítics, portant només 17 mil pesos producte de la venda de la seva vaixella de plata, les seves joies i els seus cavalls. El vicepresident de Colòmbia Domingo Caicedo li envià el passaport, ja que tenia la intenció de tornar a Europa. El juny arribà a Cartagena on els vilatans l'animaren a seguir lluitant, mentre que a Bogotà continuava la campanya en contra seu. L'1 de juliol el general Mariano Montilla li informà de l'assassinat del Gran Mariscal d'Ayacucho, notícia que li va causar una gran decepció. A final del mes va veure publicada a la premsa la resolució del Congrés veneçolà de trencar relacions amb Colòmbia mentre ell romangués en sòl colombià. El greuge va devorar-li la salut, però els seus seguidors el convenceren de no marxar de Colòmbia.
Bolívar va arribar a Santa Marta en estat de prostració l'1 de desembre de 1830, després d'una dura travessia pel riu Magdalena des de Bogotà. Tot i el bon clima i les atencions rebudes, la seva salut va empitjorar al cap de pocs dies. Alguns moments de lucidesa li permeteren dictar el seu testament i la seva darrera proclama, on va clamar perquè la seva mort, si més no, permetés la consolidació de la unió i la desaparició dels partits.
Finalment morí el 17 de desembre de 1830, als 47 anys. A la una i tres minuts de la tarda va morir el sol de Colòmbia, segons va resar el comunicat oficial. Les seves despulles mortals van rebre sepultura a l'altar major de la Catedral Basílica de Santa Marta, on restaren fins al desembre de 1842, quan van ser traslladades al seu país d'origen, Veneçuela, complint així el mandat del seu testament. Les seves despulles van ser inhumades a la cripta de la Santíssima Trinitat de la Catedral de Caracas, santuari de molta advocació de la família Bolívar, on hi havia les cendres dels seus pares. Allà van romandre fins al definitiu trasllat al Panteó Nacional.
Poc després de la seva mort, la Gran Colòmbia, on la situació estava cada cop més degradada a causa de les disputes polítiques internes, va ser legalment dissolta l'any 1831 amb l'establiment de les tres repúbliques de Nova Granada, Veneçuela i l'Equador, que quedarien sota el lideratge i influència de Francisco de Paula Santander, que tornà de l'exili, José Antonio Páez i Juan José Flores, respectivament.

## Llegat
En general, Bolívar va haver de compaginar en moltes ocasions les obligacions polítiques amb les militars pel que moltes vegades apareixen mesclades. No obstant això, la transcendència dels seus ideals polítics ha desembocat en un culte al personatge, vigent en moltes nacions llatinoamericanes que es consideren hereves de la seva obra.
La seva obra política ha estat analitzada principalment a través de la copiosa correspondència, informes i discursos que va realitzar al llarg de la seva vida. Així, el Manifest de Cartagena, la Carta de Jamaica i el Discurs d'Angostura són considerades les seves principals exposicions polítiques.
La gran quantitat de bibliografia bolivariana contrasta amb la monotonia interpretativa i la infiltració d'anècdotes que han servit per a estructurar el culte bolivarià. El romanticisme literari va tenir molt a veure amb aquest procés d'idealització realitzat per escriptors que no eren historiadors i que van crear al principi el corrent de culte a Bolívar. Simón Bolívar ha estat honrat moltes vegades fins i tot a títol pòstum amb realitzacions com:
- A Bogotà, Colòmbia, es va nomenar l'antiga plaça real, com "Plaza de Bolívar" en honor del deslliura. Les places principals de diverses poblacions han estat batejades amb aquest nom, com a Barranquilla. Un departament de la Costa Caribe també rep el nom de Bolívar.
- A Veneçuela gairebé totes les capitals dels municipis tenen una plaça Bolívar; hi ha parcs, monuments, poblacions i municipis amb el seu nom, a més té el seu nom l'estat més gran de Veneçuela, al sud-est del mateix país. Tots els països sud-americans que es van independitzar d'Espanya tenen importants departaments, ciutats, places, carrers o monuments dedicats al Libertador Bolívar.
- A Espanya hi ha monument al Libertador al Parc de l'Oest de Madrid, a Barcelona i a Sevilla

- També poden trobar monuments en molts països no sud-americans com els Estats Units, Alemanya, Portugal, França, Iran, etc.
- A partir de l'any 2001 la República de Veneçuela va passar a anomenar-se "República Bolivariana de Veneçuela" en honor del pare de la Pàtria.
- Al Perú diverses províncies porten el seu nom, institucions, escoles, etc. Així mateix la plaça del Congrés (antiga plaça de la Inquisició a Lima) té un monument al Libertador. La casa on va viure al districte de Poble Lliure és un museu. No obstant, en vista dels resultats de les seves accions, en aquest país és un personatge polèmic que ha dividit als historiadors, havent-hi prou literatura al respecte.[33]
- Aeroports, ferrocarrils, metros, estacions, així com nombroses escoles i universitats públiques a Amèrica Llatina, porten el seu nom.
- La ciutat d'Angostura va ser rebatejada Ciutat Bolívar i és la capital de l'estat més gran de Veneçuela, l'estat Bolívar. El President Páez, malgrat les seves diferències amb Bolívar, va voler donar el seu nom a Caracas i, en no aconseguir-ho, li va donar a Angostura l'any 1842.
- Documents seus guardats en museus de tot el món, sobre els seus pensaments i el seu entorn. La majoria s'exhibeixen a la regió llatinoamericana, principalment en els països alliberats per ell.
- Una de les universitats més importants de Veneçuela és la "Universitat Simón Bolivar", que ofereix carreres de pregrau científiques i tecnològiques, així com estudis de postgrau en diverses àrees com música, ciències polítiques, filosofia, a més de l'àrea de ciència i tecnologia.
- A Bogotà, una de les 20 localitats es diu Ciudad Bolívar, el parc més gran de la ciutat és el Parc Metropolità Simón Bolívar, que té unitats esportives, llac, ciclorutes, biblioteca, museu, centre d'alt rendiment esportiu, estadi d'atletisme, coliseu, i una plaça d'esdeveniments per a 100.000 persones.
- A Colòmbia la moneda oficial és el peso colombià. Simón Bolívar és la imatge de les monedes d'1 i 2 pesos i de l'actual moneda de 20 pesos. Així mateix, és la imatge dels bitllets de 1.000 pesos (els blaus: 1982-1994) i de 2.000 pesos (ocre, 1983-1994)
- A la República Dominicana, una de les principals avingudes de la ciutat de Santo Domingo de Guzmán porta el seu nom; està ubicada al sud-oest de la ciutat, i s'hi troben nombrosos locals, edificis, etc.
- A l'Argentina hi ha la ciutat de San Carlos de Bolívar, capçalera del partit de Bolívar a la província de Buenos Aires.

## Obra
- Bolívar, Simón; Cova, Jesús Antonio (ed.). Ideario político de Simón Bolívar. 4a edició.  Caracas: Ediciones Centauro, 1981, p. 208.